# テティス

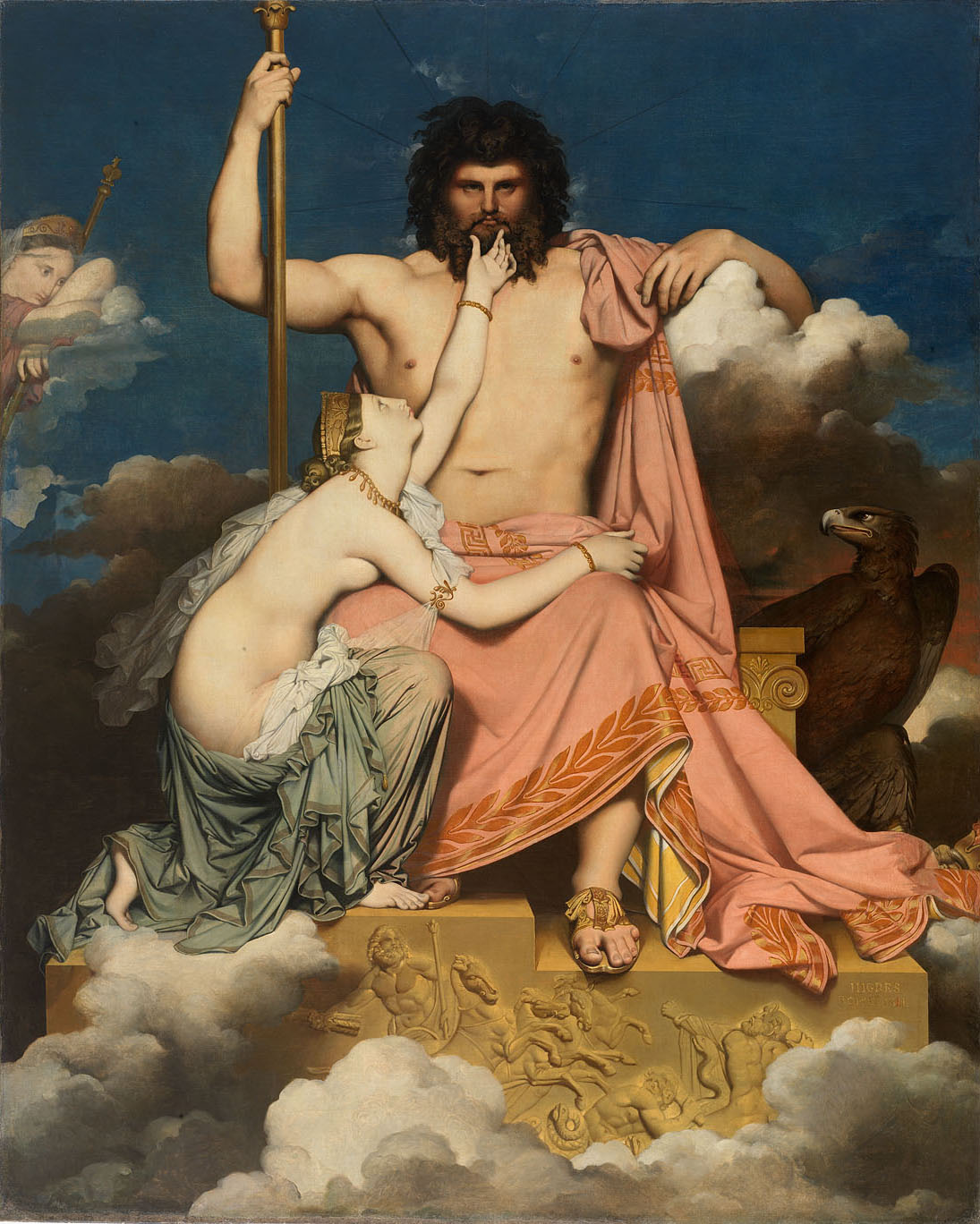
ジャン＝オーギュスト・ドミニク・アングルの1811年の絵画『ユピテルとテティス』。エクス＝アン＝プロヴァンス、グラネ美術館所蔵。

テティス（古希: Θέτις, Thetis）は、ギリシア神話に登場する海の女神である。海神ネーレウスとドーリスの娘たち（ネーレーイス）の1人。一説にはケンタウロス族の賢者ケイローンの娘。テッサリアー地方のプティーアの王ペーレウスと結婚し、トロイア戦争最大の英雄アキレウスの母となった。
ホメーロスとヘーシオドスからは「銀の足のテティス」と呼ばれている。ギリシア神話の他の水域の神々と同様にあらゆるものに変身する能力を持ち、予言の才能に長けていた。神話では古い海神ネーレウスの娘でありながらオリュムポスの神々と密接に結びついている。ホメーロスの叙事詩『イーリアス』などによるとテティスを養育したのはヘーラーとされ、テティスもヘーラーに恩を感じていた。またテティスは苦難に陥った神々の救済者・保護者として語られ、ゼウスとポセイドーンから求婚されたことも伝えられている。『イーリアス』ではアキレウスの運命を悲嘆しながらも、息子に尽力する母として大きく取り上げられており、物語が展開するうえでの重要人物として描かれている。テティスとペーレウスの結婚は『イーリアス』でもしばしば言及されており、また前日譚である失われた叙事詩『キュプリア』では2人の結婚がトロイア戦争のきっかけとなったことが語られていた。紀元前7世紀ごろのスパルタ出身の抒情詩人アルクマーンはテティスに関する詩を作った。アルクマーンの詩は現存するわずかな断片から宇宙論的な性格のものであったと推測されている。
ヘーロドトス、パウサニアースの著作によってマグネーシア地方、およびラコーニア地方とメッセニア地方で崇拝されたことが知られている。

## 神話

### 救済者・保護者としてのテティス

#### 神々の反乱を鎮める

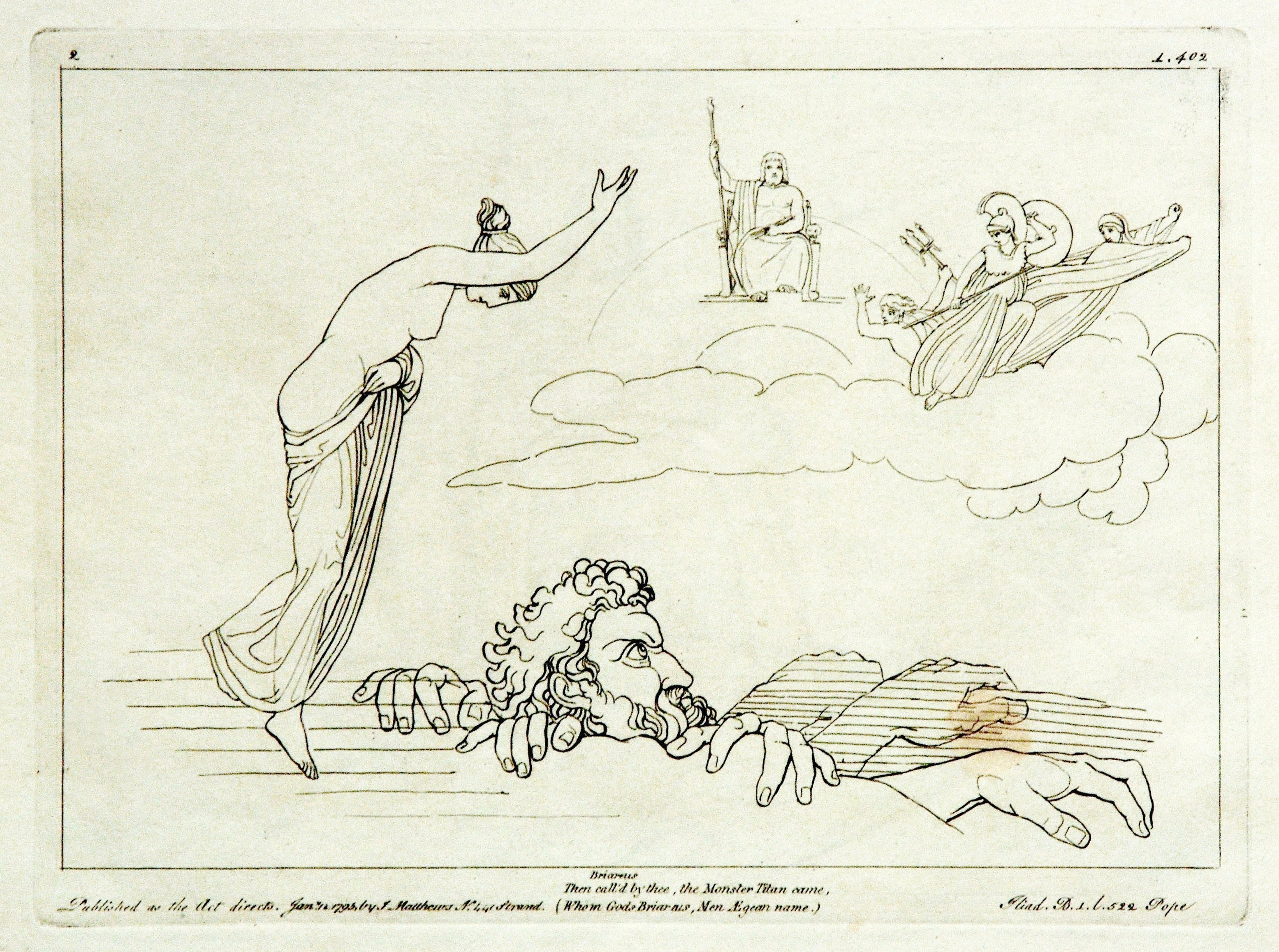
ジョン・フラックスマンが描いたテティス（1793年）。ブリアレオースを喚び出し、ヘーラー、ポセイドーン、アテーナーからゼウスを救う様子を描いている。

『イーリアス』におけるテティスは困難に直面した神々の救済者として語られている。かつてオリュムポスでヘーラー、ポセイドーン、アテーナーが反乱を起こし、ゼウスを拘束するという事件が起きた。このとき神々の中でただ1人テティスだけがゼウスの味方をした。テティスはヘカトンケイルの1人ブリアレオース（別名アイガイオーン）に知らせ、ゼウスの味方として馳せ参じさせた。すると神々はブリアレオースを恐れるあまりゼウスに近づくことさえ出来なかった。テティスはそのすきに縄を解いてゼウスを解放した。

#### 他の神々の保護
またテティスは鍛冶神ヘーパイストスや酒神ディオニューソスを苦難から助け出した。ヘーパイストスは生まれてまもなく母のヘーラーによって天から海に捨てられた。これはヘーラーがヘーパイストスの不自由な足を嫌ったためと語られている。しかしテティスとエウリュノメーはヘーパイストスを助け9年の間海底で匿った。その間ヘーパイストスは2人のために様々な宝飾を制作した。
テティスがディオニューソスを救ったのはトラーキアの残忍な王リュクールゴスに襲われたときである。リュクールゴスはニューセイオンの山でディオニューソスの乳母を追い回し、女たちを撲殺しただけでなくディオニューソスを脅喝した。ディオニューソスは命からがら海に逃げ込み、恐怖で震えていたところをテティスに助けられた。
こうした経緯からゼウス、ヘーパイストス、ディオニュソースはいずれもテティスとアキレウスに親切であった。トロイア戦争においてゼウスはテティスを通じて届けられたアキレウスの願いを聞き入れ、ヘーパイストスはテティスの依頼に応じてアキレウスのために見事な武具を作り上げた。またディオニュソースは黄金の骨壷を授けた。

### 神々の求婚

#### イストミア祝勝歌
テティスが英雄ペーレウスと結婚した経緯についてはいくつかの説がある。ピンダロスによるとテティスはゼウスとポセイドーンから結婚を望まれた。しかしテミスが「テティスは父親よりも偉大な子供を生む定めにあり、子供は長じてゼウスの雷撃やポセイドーンの三叉戟を越える武器を振るうだろう」と予言した。それだけでなく、むしろ人間に与えて生まれた子供は戦場で戦死させるのが良いと助言し、イオールコスで最も敬虔な英雄ペーレウスと結婚させることを勧めた。この物語ではテティスと結婚することは、ゼウスあるいはポセイドーンの息子から王権を簒奪するライバルが出現することを意味している。そのため彼らはテティスとの結婚を諦めざるを得ない。またテティスから生まれてくる子供の運命についても示唆されている。
アイスキュロスの悲劇『縛られたプロメーテウス』はこの物語を下敷きとしている。プロメーテウスは母テミスから教えられたとして、ゼウスと結婚する女性が強い子供を生み、王位を簒奪すると予言する。アイスキュロスはどの女性から簒奪者が生まれるかについては明言していないが、アポロドーロスとヒュギーヌスはプロメーテウスの予言した女性をテティスとしている。特にアポロドーロスは予言者をテミスとする説に加えてプロメーテウスの名を挙げて「生まれてきた子が天の支配者となる」と述べている。これに対してオウィディウスは予言者を海の老人プローテウスとしている。
テティスの系図（ヘーシオドス『神統記』他より）
|  |  |            |            |            |            |            |            |          |          | ネーレウス | ネーレウス | ネーレウス | ネーレウス | ネーレウス   | ネーレウス   |              |              | ドーリス       | ドーリス       | ドーリス       | ドーリス       | ドーリス       | ドーリス       |              |              |              |              |            |            |                |                |                |                |                |                |                |                |                |                |                |                |                |                |  |  |  |  |  |  |
|  |  |            |            |            |            |            |            |          |          | ネーレウス | ネーレウス | ネーレウス | ネーレウス | ネーレウス   | ネーレウス   |              |              | ドーリス       | ドーリス       | ドーリス       | ドーリス       | ドーリス       | ドーリス       |              |              |              |              |            |            |                |                |                |                |                |                |                |                |                |                |                |                |                |                |  |  |  |  |  |  |
|  |  |            |            |            |            |            |            |          |          |            |            |            |            |              |              |              |              |                |                |                |                |                |                |              |              |              |              |            |            |                |                |                |                |                |                |                |                |                |                |                |                |                |                |  |  |  |  |  |  |
|  |  |            |            |            |            |            |            |          |          |            |            |            |            |              |              |              |              |                |                |                |                |                |                |              |              |              |              |            |            |                |                |                |                |                |                |                |                |                |                |                |                |                |                |  |  |  |  |  |  |
|  |  | プサマテー | プサマテー | プサマテー | プサマテー | プサマテー | プサマテー |          |          |            |            | アイアコス | アイアコス | アイアコス   | アイアコス   | アイアコス   | アイアコス   |                |                |                |                | エンデーイス   | エンデーイス   | エンデーイス | エンデーイス | エンデーイス | エンデーイス |            |            |                |                |                |                |                |                |                |                |                |                |                |                |                |                |  |  |  |  |  |  |
|  |  | プサマテー | プサマテー | プサマテー | プサマテー | プサマテー | プサマテー |          |          |            |            | アイアコス | アイアコス | アイアコス   | アイアコス   | アイアコス   | アイアコス   |                |                |                |                | エンデーイス   | エンデーイス   | エンデーイス | エンデーイス | エンデーイス | エンデーイス |            |            |                |                |                |                |                |                |                |                |                |                |                |                |                |                |  |  |  |  |  |  |
|  |  |            |            |            |            |            |            |          |          |            |            |            |            |              |              |              |              |                |                |                |                |                |                |              |              |              |              |            |            |                |                |                |                |                |                |                |                |                |                |                |                |                |                |  |  |  |  |  |  |
|  |  |            |            |            |            |            |            |          |          |            |            |            |            |              |              |              |              |                |                |                |                |                |                |              |              |              |              |            |            |                |                |                |                |                |                |                |                |                |                |                |                |                |                |  |  |  |  |  |  |
|  |  |            |            |            |            | ポーコス   | ポーコス   | ポーコス | ポーコス | ポーコス   | ポーコス   |            |            | テラモーン   | テラモーン   | テラモーン   | テラモーン   | テラモーン     | テラモーン     |                |                | ペーレウス     | ペーレウス     | ペーレウス   | ペーレウス   | ペーレウス   | ペーレウス   |            |            | テティス       | テティス       | テティス       | テティス       | テティス       | テティス       |                |                |                |                |                |                |                |                |  |  |  |  |  |  |
|  |  |            |            |            |            | ポーコス   | ポーコス   | ポーコス | ポーコス | ポーコス   | ポーコス   |            |            | テラモーン   | テラモーン   | テラモーン   | テラモーン   | テラモーン     | テラモーン     |                |                | ペーレウス     | ペーレウス     | ペーレウス   | ペーレウス   | ペーレウス   | ペーレウス   |            |            | テティス       | テティス       | テティス       | テティス       | テティス       | テティス       |                |                |                |                |                |                |                |                |  |  |  |  |  |  |
|  |  |            |            |            |            |            |            |          |          |            |            |            |            |              |              |              |              |                |                |                |                |                |                |              |              |              |              |            |            |                |                |                |                |                |                |                |                |                |                |                |                |                |                |  |  |  |  |  |  |
|  |  |            |            |            |            |            |            |          |          |            |            |            |            |              |              |              |              |                |                |                |                |                |                |              |              | アキレウス   | アキレウス   | アキレウス | アキレウス | アキレウス     | アキレウス     |                |                | デーイダメイア | デーイダメイア | デーイダメイア | デーイダメイア | デーイダメイア | デーイダメイア |                |                |                |                |  |  |  |  |  |  |
|  |  |            |            |            |            |            |            |          |          |            |            |            |            |              |              |              |              |                |                |                |                |                |                |              |              | アキレウス   | アキレウス   | アキレウス | アキレウス | アキレウス     | アキレウス     |                |                | デーイダメイア | デーイダメイア | デーイダメイア | デーイダメイア | デーイダメイア | デーイダメイア |                |                |                |                |  |  |  |  |  |  |
|  |  |            |            |            |            |            |            |          |          |            |            |            |            |              |              |              |              |                |                |                |                |                |                |              |              |              |              |            |            |                |                |                |                |                |                |                |                |                |                |                |                |                |                |  |  |  |  |  |  |
|  |  |            |            |            |            |            |            |          |          |            |            |            |            | オレステース | オレステース | オレステース | オレステース | オレステース   | オレステース   |                |                | ヘルミオネー   | ヘルミオネー   | ヘルミオネー | ヘルミオネー | ヘルミオネー | ヘルミオネー |            |            | ネオプトレモス | ネオプトレモス | ネオプトレモス | ネオプトレモス | ネオプトレモス | ネオプトレモス |                |                | アンドロマケー | アンドロマケー | アンドロマケー | アンドロマケー | アンドロマケー | アンドロマケー |  |  |  |  |  |  |
|  |  |            |            |            |            |            |            |          |          |            |            |            |            | オレステース | オレステース | オレステース | オレステース | オレステース   | オレステース   |                |                | ヘルミオネー   | ヘルミオネー   | ヘルミオネー | ヘルミオネー | ヘルミオネー | ヘルミオネー |            |            | ネオプトレモス | ネオプトレモス | ネオプトレモス | ネオプトレモス | ネオプトレモス | ネオプトレモス |                |                | アンドロマケー | アンドロマケー | アンドロマケー | アンドロマケー | アンドロマケー | アンドロマケー |  |  |  |  |  |  |
|  |  |            |            |            |            |            |            |          |          |            |            |            |            |              |              |              |              |                |                |                |                |                |                |              |              |              |              |            |            |                |                |                |                |                |                |                |                |                |                |                |                |                |                |  |  |  |  |  |  |
|  |  |            |            |            |            |            |            |          |          |            |            |            |            |              |              |              |              | ティーサメノス | ティーサメノス | ティーサメノス | ティーサメノス | ティーサメノス | ティーサメノス |              |              |              |              |            |            |                |                |                |                | モロッソス     | モロッソス     | モロッソス     | モロッソス     | モロッソス     | モロッソス     |                |                |                |                |  |  |  |  |  |  |
|  |  |            |            |            |            |            |            |          |          |            |            |            |            |              |              |              |              | ティーサメノス | ティーサメノス | ティーサメノス | ティーサメノス | ティーサメノス | ティーサメノス |              |              |              |              |            |            |                |                |                |                | モロッソス     | モロッソス     | モロッソス     | モロッソス     | モロッソス     | モロッソス     |                |                |                |                |  |  |  |  |  |  |

#### キュプリア断片
叙事詩『キュプリア』によると、モーモスがトロイア戦争を起こすためテティスを人間と結婚させることをゼウスに助言した。ヘーラーに好意的であったテティスはゼウスの求婚を避けたため、怒ったゼウスは彼女を人間に娶すことを誓った。

#### ネメア祝勝歌
一方、これらの説と異なる伝承をやはりピンダロスが伝えている。それによるとテティスはケイローンの助言を受けたペーレウスに取り抑えられ、炎やライオンなど様々なものに変身して逃れようとしたが、とうとう観念して妻になることを認めたという。

### ペーレウスとの結婚

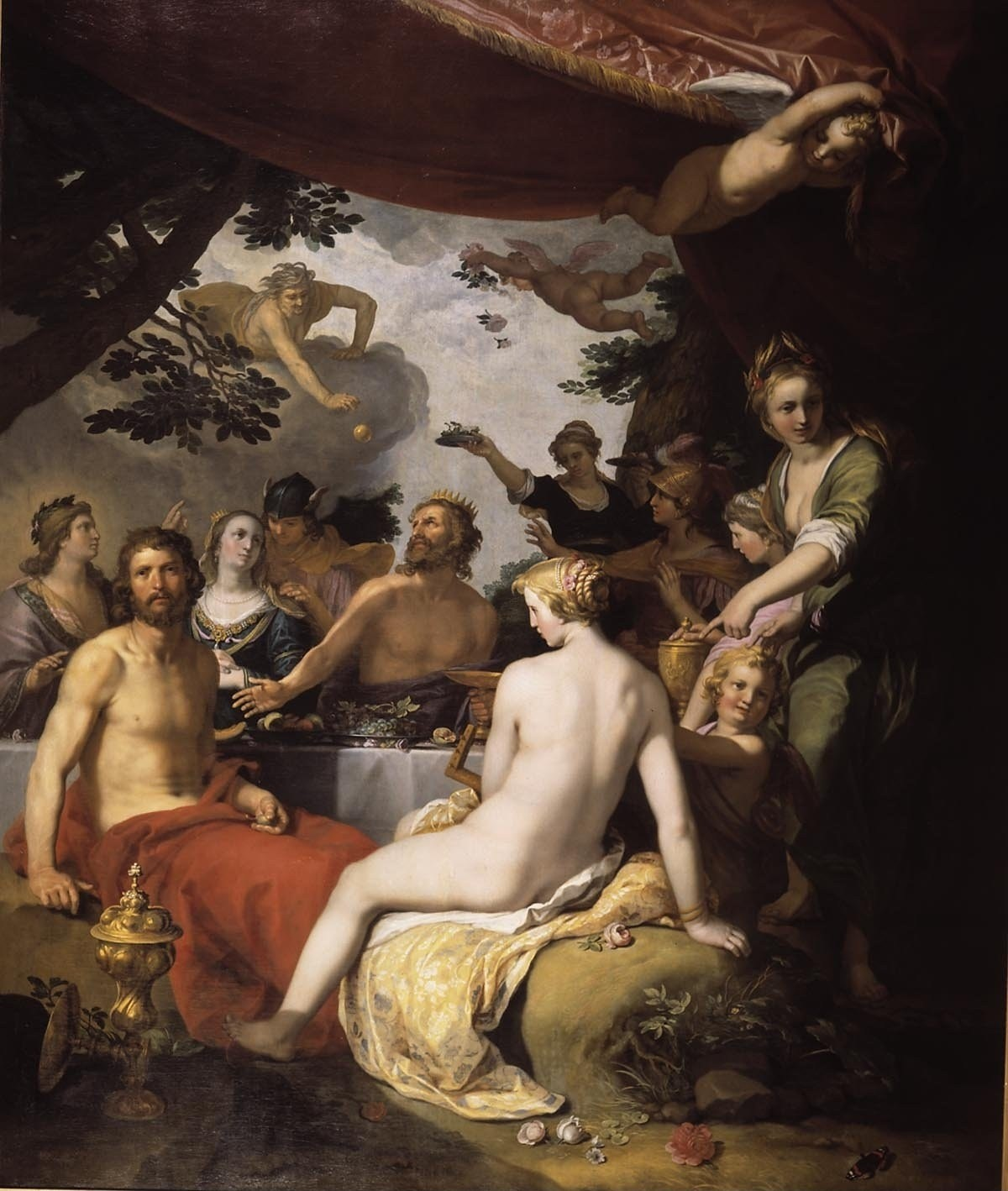
アブラハム・ブルーマールトの絵画『ペレウスとテティスの結婚』（1638年）。デン・ハーグ、マウリッツハイス美術館所蔵。

こうして2人は結婚することになった。結婚式はペーリオン山で行われた。結婚式には神々も祝福に訪れ、さまざまな贈り物をした。このときケイローンはとねりこの槍を贈り、ポセイドーンは馬のクサントスとバリオスを贈った（『イーリアス』ではアキレウスがこれらを用いている）。
結婚式にはすべての神が招かれたが、争いの神エリスだけは招かれなかった。エリスは怒って宴席に乗り込み、「最も美しい女神に贈る」として黄金の林檎を投げ入れた。この林檎をめぐって3人の女神ヘーラー、アテーナー、アプロディーテーが争った。ゼウスは仲裁するためにイーリオス王プリアモスの息子で、現在はイーデー山で羊飼いをしているパリス（アレクサンドロス）に判定させることとした（パリスの審判）。女神たちは様々な約束をしてパリスを買収しようとしたが、結局「最も美しい女を与える」としたアプロディーテーが勝ちを得た。「最も美しい女」とはすでにスパルタ王メネラーオスの妻となっていたヘレネーのことで、これがギリシアのトロイア戦争の原因となった。

### アキレウスの出産と別離

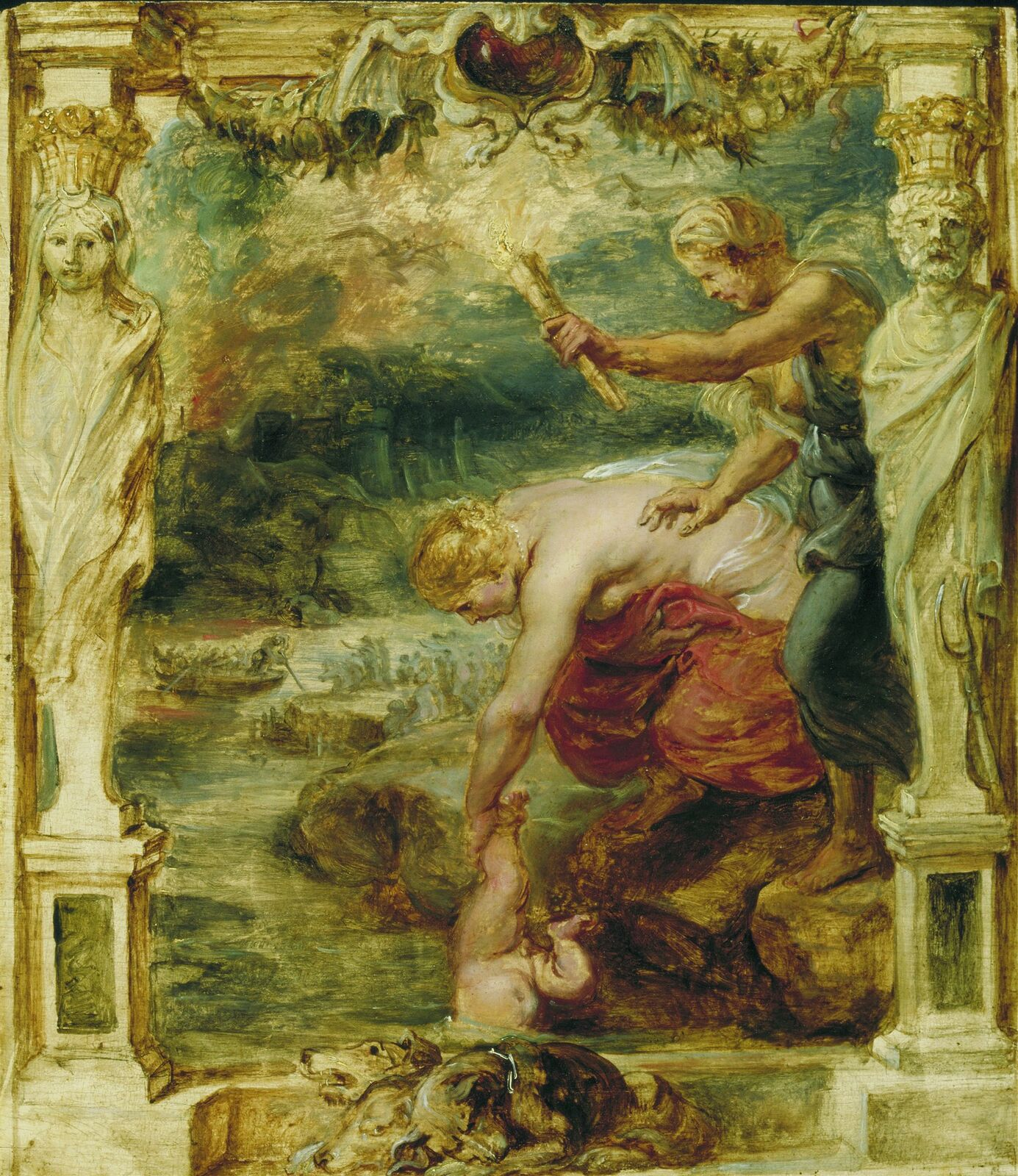
ルーベンスの『ステュクスの流れにアキレウスを浸すテティス』（1630年-1635年頃）。ボイマンス・ヴァン・ベーニンゲン美術館所蔵。

結婚後、テティスはペーレウスとの間に多くの子供を産んだと伝えられている。ところがテティスは子供の不死性を確かめるため赤子を水の満ちた大釜に投じては溺死させた。こうして多くの赤子が死んだため、ペーレウスは怒ってテティスの行動を阻んだ。このとき助かった赤子が後のアキレウスである。
テティスがアキレウスを不死にしようと試みたことも伝えられている。テティスがアキレウスの踵を掴んでステュクスの流れに浸すと身体の大部分は不死となった。しかし踵はステュクスに浸からなかったため、アキレウスの唯一の弱点となった。エレウシスのデーメーテール神話とよく似た伝承によると、テティスは毎晩のようにアキレウスを火にくべて人間の部分を焼き、昼間はアムブロシアを塗り、不死を与えようとした。しかしテティスはこの行いを秘密にしていたため、夜にその光景を目撃したペーレウスは驚いてテティスを止めた。目的を阻まれたテティスはアキレウスと夫を捨てて海に去った。その後アキレウスはケイローンのもとで養育された。
しかしテティスは夫や子供のことを忘れたわけではなかった。ペーレウスがアルゴー船の冒険に参加したとき、ヘーラーに説得されてアルゴナウタイがパイアーケス人の国にたどり着くまでの間、荒波とプランクタイの岩礁から船を救った。すなわちテティスは岩礁を避けるため船の舵を取り、またネーレーイデスは船の周りを廻り、船が岩礁に近づくたびに船を持ち上げて空中に投じ、岩礁から遠ざけた。
またアキレウスが9歳のとき、ミュケーナイ王アガメムノーンらはトロイアに遠征する準備を進めており、カルカースの予言によってトロイア攻略にどうしてもアキレウスの力が必要とされた。しかしテティスはアキレウスが戦争に参加したら必ず死ぬことを予知し、アキレウスに女装させてスキューロス島のリュコメーデース王に女として育てるよう預けた。しかしアキレウスはオデュッセウスによって女装を見破られ、戦争に参加することになった。

### トロイア戦争
テティスはトロイア戦争では息子のために献身的に行動し、またアキレウスの死に関して多くの予言をしている。海を渡ったギリシア軍がテネドス島を攻撃したとき、テティスがテネース王（アポローンの子キュクノスの子）を殺せばアポローンの報復を受けて死ぬことになると予言した。しかしそれにもかかわらずアキレウスはテネースを殺してしまう。またテティスはトロイアに最初に上陸した者は必ず命を落とすと予言したため、誰も船から降りようとしなかった。このときピュラケーの武将プローテシラーオスが勇敢にも真っ先に上陸し、トロイア軍との最初の戦闘でヘクトールに討たれた。

#### 『イーリアス』

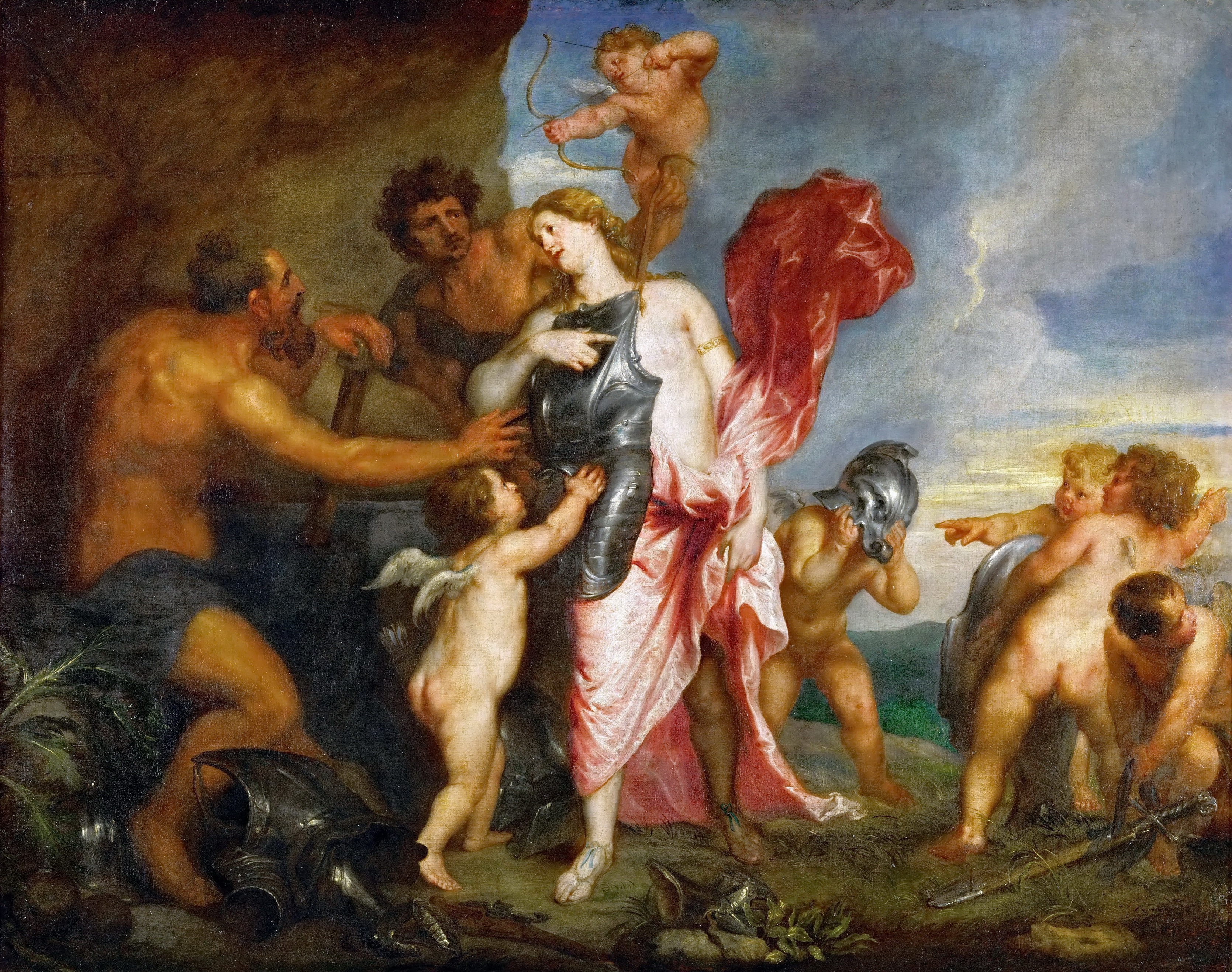
アンソニー・ヴァン・ダイクの絵画『ヘパイストスからアキレウスの武具を受け取るテティス』（1630年-1632年）。ウィーン、美術史美術館所蔵。

『イーリアス』ではアキレウスの言葉によると「戦場に留まれば生きて帰国できないが、すぐに帰国したならば天寿を全うできる」と予言し、トロイアの城壁の下でアポローンの矢を受けて命を落とすこと、またパトロクロスが死ぬことも予言していた。
『イーリアス』第1巻でアガメムノーンの要求に激怒したアキレウスはアガメムノーンが謝罪するまで戦うことを拒否した。このときアキレウスの嘆きを聞いたテティスは海底から現れ、アキレウスの望みをかなえるためにオリュムポスのゼウスの王宮に行き、アガメムノーンがアキレウスに謝罪して復帰を要請するまで、トロイアの味方をしてギリシア軍を苦しめてほしいと懇願する。テティスがゼウスの前に座り、左手で膝に触れ、右手でゼウスのあごに触れながら懇願するとゼウスは沈黙していたが、再度の懇願でしぶしぶ承諾した。これ以降ギリシア人は連日苦戦を強いられることとなった。
アキレウスの代わりに出陣したパトロクロスがヘクトールに討たれたときも、テティスは海底で息子の悲痛な叫びを聞き、悲しみに囚われる。慰めようとする姉妹たちにテティスは漏らす。「私は成長した息子をトロイアに送り出しましたが、再び彼をペーレウスの王宮で迎えることは出来ないでしょう。息子はまだ生きていますが、私が行っても彼の抱える悩みには何の助けにもならないのです。それでも戦場から遠ざかっている間にどんな悲しいことがあったのか聞くために参りましょう」。そう言って姉妹たちを引き連れて海から現れたテティスは、親友の仇を取ろうとはやるアキレウスに、ヘクトールを討った後でアキレウス自身も死ぬことになると予言し、戦場に出るのを止めようとした。しかしこの言葉はアキレウスを苛立たせただけであり、アキレウスの意志を変えられないと分かると、オリュムポスのヘーパイストスの工房に行き、武具を失った息子のために新たな武具の制作を依頼した。またアキレウスがパトロクロスの遺体の腐敗を心配するので、遺体の鼻孔からアムブロシアーとネクタルを体内に滴らせ、腐敗から保護した。
24巻ではアキレウスがヘクトールを討ち、その遺体を戦車に結びつけてパトロクロスの墳墓の周囲を引き回したため、ヘクトールを憐れんだ神々からヘルメースを遣わして遺体を盗み出すという意見が出た。しかしテティスから恨まれることを嫌ったゼウスはアキレウスの面目を立てることを第一に考え、イーリスにテティスを呼びに行かせた。テティスがオリュムポスに現れると、ゼウスは彼女にアキレウスがヘクトールの遺体を返還するよう働きかけることを依頼する。そこでテティスがゼウスの意志を伝えるとアキレウスはその要請に応じ、密かにギリシア陣営を訪れた老王プリアモスを招き入れる。

#### テティスとエーオース

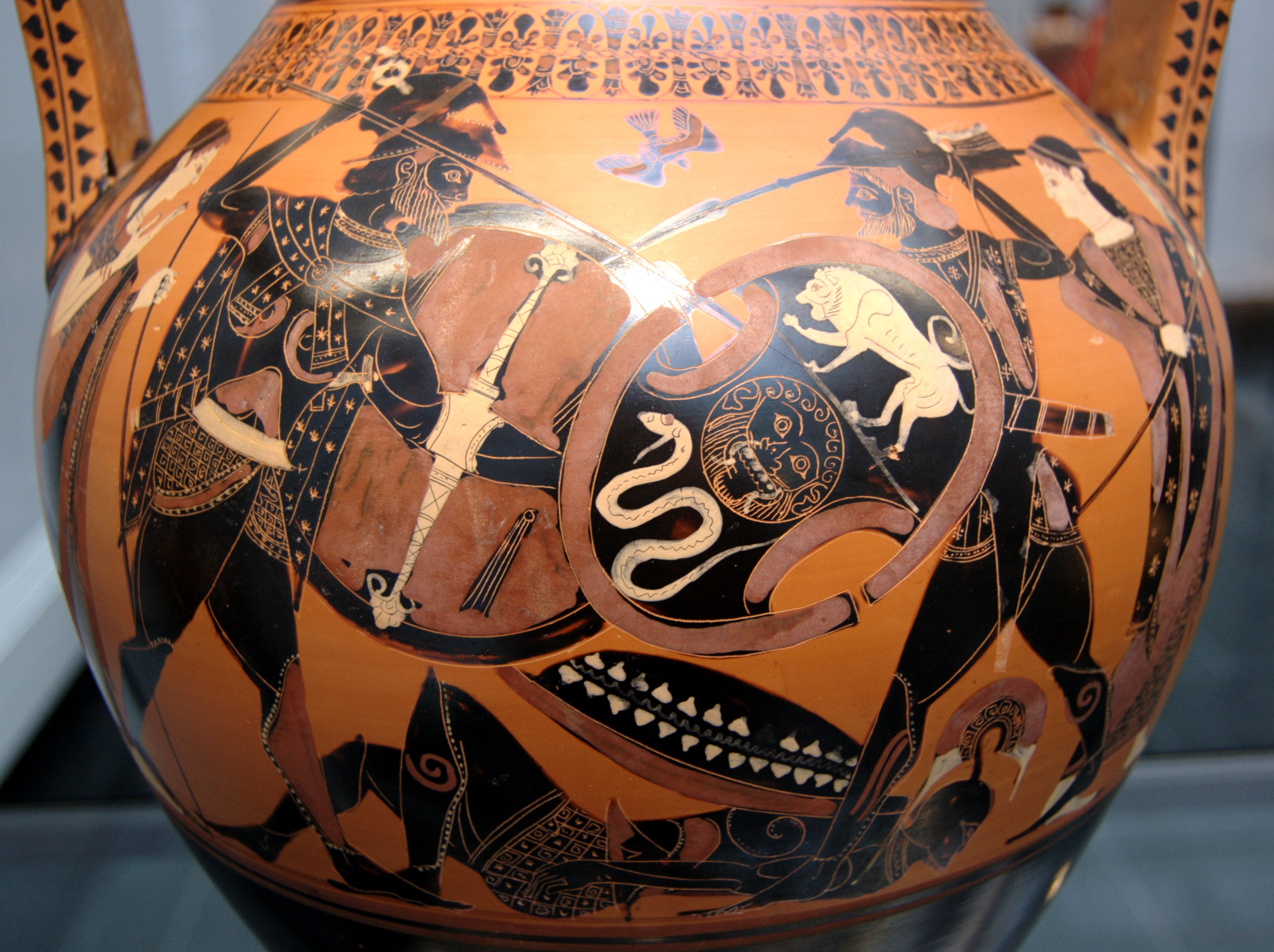
戦うアキレウスとメムノーンの背後に両英雄の母テティスとエーオースが描かれている。イタリア、ヴルチから出土したアッティカ黒絵式アンフォラ（前510年頃）。州立古代美術博物館所蔵。

叙事詩『アイティオピス』ではアキレウスが女神エーオースの子メムノーンを打ち倒してアンティロコスの仇をとったこと、テティスがゼウスにアキレウスの不死を願ったが、パリスとアポローンに殺されたことが語られていた。パウサニアスは『キュプセロスの箱』にアキレウスとメムノーンの戦いおよび2人を見守るテティスとエーオースが彫刻されていたと述べており、その様子を描いた壷絵も多く発見されている。アイスキュロスは現存しない悲劇『魂の重さ比べ』において、ゼウスがアキレウスとメムノーンの魂を秤にかけて死すべき者を決定し、その両脇でテティスとエーオースが自分の息子を勝者とするよう嘆願する様を描いたと伝えられている。

#### アキレウスの葬礼
『オデュッセイア』によるとアキレウスの死を知ったテティスは姉妹のネーレーイデスとともに海底から現われた。すると周囲に不気味な叫び声が響き渡ったため兵士たちは恐怖にとりつかれ、ネストールがアキレウスの母である女神が現れたのだと言って混乱を鎮めなかったなら、みな船に逃げ込むところだった。海の女神たちは嘆きの声をあげながらアキレウスの遺体の周りに立って不滅の衣を着せ、9人のムーサイは嘆きの歌を歌い、兵士たちの心を打った。このように女神と人間たちは17日に渡って死を悼んだのち18日目に遺体を火葬した。そしてアキレウスとパトロクロスの骨がディオニューソスから贈られた黄金の骨壷に一緒に納められ、またアンティロコスの骨も別に収められ、3人ともに同じ墳墓に葬られた。その後、アキレウスの葬礼競技が催され、テティスは神々から授けられた品々を賞品として出した。
テティスがネーレーイデスやムーサイとともに現れて息子の死を嘆いたとする伝承はプロクロスや、クイントゥス、ピロストラトスも伝えている。クイントゥスによるとアキレウスの死がネーレーイデスに知れ渡ると彼女たちの嘆く声がヘレスポントス中に響き渡り、ヘリコーン山からはムーサイもやって来た。このときゼウスがギリシアの兵士たちに気力を注いだおかげで彼らは女神の集団を目にしても恐怖にとりつかれずにすんだ。また、カリオペーや、ネーレウス、ポセイドーンといった神々がテティスを慰めたが、特にポセイドーンの「アキレウスがディオニューソスやヘーラクレースのように神となって永遠に生きる」という言葉はテティスの苦しみを和らげた。
ピロストラトスはテティスたちが現れたとき海水が盛り上がって岸に近づいてくるという不思議な現象が起きたこと、毎晩のように息子の死を嘆くテティスの声が全軍に響き渡ったことを述べている。また死後に不死となったアキレウスはヘレネーと結婚して黒海のレウケー島で暮らしたとも伝えられているが、この島をピロストラトスはテティスがアキレウスのためにポセイドーンに願って海から現出してもらったものだとしている。

## 悲劇作品におけるテティス

### エウリーピデース『アンドロマケ―』
エウリーピデースの悲劇『アンドロマケー』はトロイア戦争後のプティーア地方の都市ファルサロスの北東に位置するテティディオン（現在のテティディオ）を舞台としている。この地名はテティスの聖域の意であり、結婚したテティスとペーレウスが暮らした場所とされ、地名もテティスに由来する。
トロイア戦争から帰国したネオプトレモス（アキレウスの子）はプティーアの支配をペーレウスに任せ、テティディオンで妻ヘルミオネーと奴隷として連れ帰ったアンドロマケーとともに暮らしていた。しかしネオプトレモスとアンドロマケーとの間に1子（モロッソス）が生まれると、これを恨みに思ったヘルミオネーは、ネオプトレモスの留守中に、父メネラーオスと協力してアンドロマケーとその子供を殺そうとする。そのためアンドロマケーは子供を他所に預け、自分はテティスの神殿に逃げ込む。その後はペーレウスによって救われるが、ネオプトレモスはオレステースによって殺される。テティスは劇のエピロゴスでデウス・エクス・マーキナーとして登場する。テティスはペーレウスにネオプトレモスをデルポイに埋葬してオレステースの罪を後世に伝えることを命じ、アンドロマケーはヘレノスと結婚しネオプトレモスの子はモロッシア王家の祖となること、またペーレウス自身は不老不死の神となり、ネーレウスの館で自分とともに暮らすであろうと予言する。最後にペーレウスがテティスと結婚したペーリオン山に思いをはせて劇は終る。

## テティス崇拝

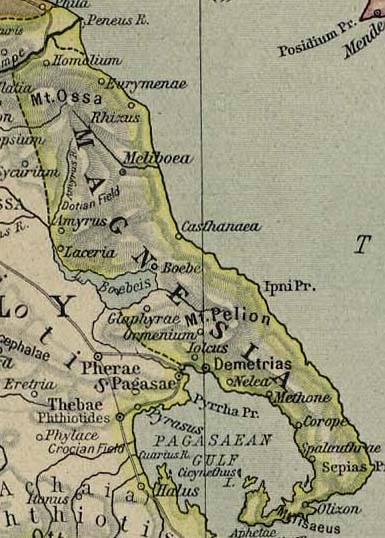
ペーリオン山北方の海岸にカスタナイアー市。セピアス岬はマグネシア地方南東の先端部と考えられていた。

古代の何人かの著述家がテティス崇拝について言及している。歴史家ヘーロドトスはペルシア戦争と関連してテッサリアー地方のテティス崇拝について言及している。テルモピュライの戦い（前480年）に先立ち、クセルクセース1世率いる大海軍がギリシアに到達したとき、マグネーシア地方のカスタナイアー市（Kasthanaie）とセピアス（Sepias）岬の間にある浜辺に停泊した。しかしペルシア軍は3日3晩激しい嵐に見舞われ400隻もの軍勢を失った。そのためペルシア軍はイオニア人の助言に従い、セピアス岬を聖域とするテティスとネーレーイデスに対して嵐の鎮静化を祈願したという。このセピアス岬の正確な位置は不明瞭である。20世紀初頭にA. J. B. ウェイス（A. J. B. Wace）とJ. B. ドループ（J. B. Droop）の2人はセピアスの発掘調査を行ったが、神殿の遺構は発見されなかった。
パウサニアースによるとテティスはスパルタに聖域を持っていた。アギス朝のアナクサンドロス王（在位：前640年-前615年頃）の時代、スパルタは離反したメッセニア人を平定するためメッセニア地方に侵攻し、女たちを捕虜にした。その中にテティスの女祭司クレオーがおり、王の妻レアンドリスは彼女がテティスの木彫神像を持っていることに気がつくと、王に願って彼女を譲り受け、2人でテティスの神殿を造営した。また木彫神像は非公開のまま聖域で守護されていた。これによるとスパルタのテティス崇拝はメッセニア地方まで遡り、スパルタでの崇拝は紀元前7世紀に始まって、パウサニアースが生きた2世紀でも続いていたことになる。
ピロストラトスが言及するテッサリアー地方のアキレウス崇拝によると、テッサリアー人はドードーナの神託によってトロイア地方まで航海し、アキレウスの供儀を行った。彼らは上陸する際に船上からテティスの讃歌を唱えなければならなかった。しかし彼らが供儀の習慣を止めてしまったとき、アキレウスとテティスはテッサリアー地方に災厄をもたらしたという。

## アルクマーンの宇宙開闢詩
アルクマーンの宇宙論的な詩は1957年にオクシュリュンコス・パピュルスから発見された。詩は古代の注釈者によって断片的に引用されており、注釈者は哲学的な用語を用いながらアルクマーンの詩を解説しようとしている。それによると原初の宇宙は無秩序で不定形の質料（ヒューレー）で成り立っており、やがてテティスが、続いてポロスが現れ、それが過ぎ去るとテクモールという神が現れたとしている。万物は青銅に似ており、テティスはそこから青銅器を作る職人に喩えられている。またポロスは始原であり、テクモールは終末であるとし、さらに闇（スコトス）が生まれたと述べている。しかし注釈は錯綜しており、テティスが生まれたとき、万物の始原と終末も同時に生まれたとしている。

## 研究
かつてテッサリアー神話におけるテティス、ペーレウス、ケイローンの結びつきに注目したヴィルヘルム・マンハルトは、『森と畑の祭祀』第2巻（1877年）で結婚からアキレウスの幼少期までを描いた叙事詩『ペーレイス』が存在したと主張した。マンハルトの仮説が証明される見込みはないが、テティスの結婚に関してまとまった伝承が『イーリアス』以前に存在していたことは確実と見なされている。『イーリアス』では結婚に関する伝承が断片的に見られるほか、別離の伝承が詩全体を通して効果的に活用されている。作中でアキレウスの嘆きに応えて現れる身軽さは、ペーレウスとの結婚生活が破綻し、海底のネーレウスの館で暮らしていることに由来している。また最後の24巻では詩人はゼウスの要請に従ってオリュムポスに赴くテティスを語っているが、この描写はアキレウスのためにオリュムポスに赴く1巻と対比の関係にある。1巻と24巻はテティス以外にも登場人物が対比的に描かれており、彼らの行動によって物語をまとめ上げる詩人の構想が見て取れる。
一方『イーリアス』のゼウスを救出する神話（1巻396行-406行）は否定的に解釈される傾向にある。すでに古代アレクサンドリア図書館の初代館長を務めた文献学者ゼノドトスは当該箇所を削除しており、現代においてもマルコム・モーリス・ウィルコック（Malcolm Maurice Willcock）やM・W・エドワーズ（M. W. Edwards）といった研究者がテティスを詩人の《発明》と見なしている。というのも、当該箇所にはヘカトンケイルを呼び出すテティスの権威が何に由来するのかという疑問があり、ブリアレオースの別名として挙げられているアイガイオーンは散逸した叙事詩『ティーターノマキアー』によるとポントスとガイアとの間に生まれた海の巨人であり、両者の同一視は海の女神であるテティスと本来接点のないへカトンケイルとを結びつける詩人の創作であることを疑わせる。したがってテティスがヘカトンケイルを呼び出せる立場にないとすると、神々がゼウスに反乱を起こし、それをテティスが鎮めるという伝承自体あやふやなものとなる。しかしこうした批判的研究に対し、近年はスラトキン（Laura M. Slatkin）の 著書 "The Power of Thetis"（1991年）のようにテティスを捉え直す研究もある（同書はテティスを単独で扱った最初の研究書となっている）。他にもアルビン・レスキーは1巻396行-406行をもとにテティスを偉大な女神だったと位置付けることで、テティスの神話を解釈しようとした。アルクマーンの宇宙論的な詩によってテティスを原初的かつデーミウールゴス的な性格を備えた偉大な女神と見なすことは可能だが、古代の注釈者の引用が断片的であること、また詩を当時の宇宙論的思想で解釈したと考えられることから慎重に扱う必要があるとされている。もっとも、テティスの原初的性格は彼女の名前から窺えるとする意見もある。即ちテティスの名前は原初の海の女神テーテュースと発音でも意味でもたがいに似ており、どちらも元来は海の女主人であったと考えられる。
最後に比較神話学の視点からテティスの神話とインドの叙事詩『マハーバーラタ』とを比較することが提案されている。この研究ではテティス＝アキレウスとガンガー＝ビーシュマの母子関係との間の驚くべき一致が指摘されている。海の女神テティスは多くの赤子を水に沈めて溺死させたと伝えられるが、ガンジス川の化身である女神ガンガーもまた（前世の罪のためにガンガーの子として地上に生まれてきたヴァス神群を天に還すため）多くの赤子を川に沈めて溺死させたと伝えられている。テティスもガンガーもともに水域の女神であり、子供を溺死させ、最後に残った子供が後に大戦争で活躍する大英雄になるという点で一致している。このような類似はインド＝ヨーロッパ共通時代に遡る伝承であることを示しているという。

## 西洋絵画
テティスの神話は古代以来、芸術家たちの創作の源泉となった。ルネサンス以降の西洋絵画で好まれた主題はテティスとペーレウスの結婚であり、アキレウスと関係のあるエピソードもまた同様に描かれた。他の神々と描かれた例としてはゼウス（ユーピテル）、ヘーパイストス（ウゥルカーヌス）、アポローンなどの例がある。テティスの最も有名な絵画作品はフランス新古典主義の画家ドミニク・アングルが1811年に描いた『ユピテルとテティス』で、『イーリアス』第1巻のテティスの懇願を主題としているが主題としては少数派である。アポローンとともに描かれた例は日没の寓意となっている。こちらはフランソワ・ブーシェの対作品『日の出』、『日没』が有名。

### ペーレウスとテティスの結婚

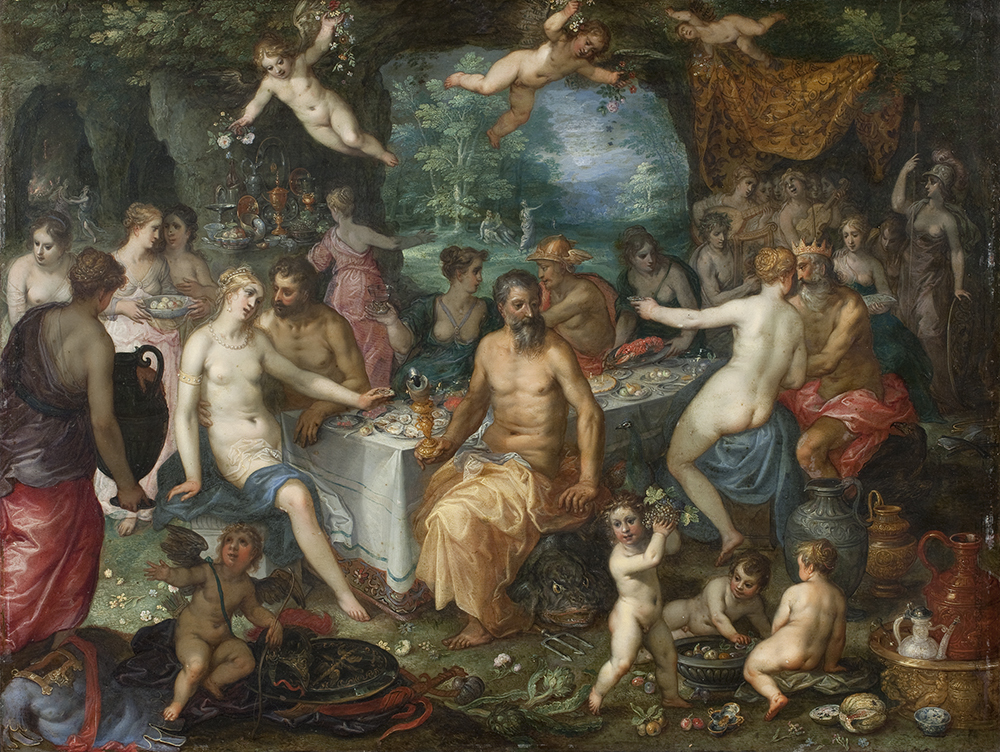
ヤン・ブリューゲル『神々の饗宴あるいはペレウスとテティスの結婚』（1589年-1632年の間） コペンハーゲン国立美術館所蔵
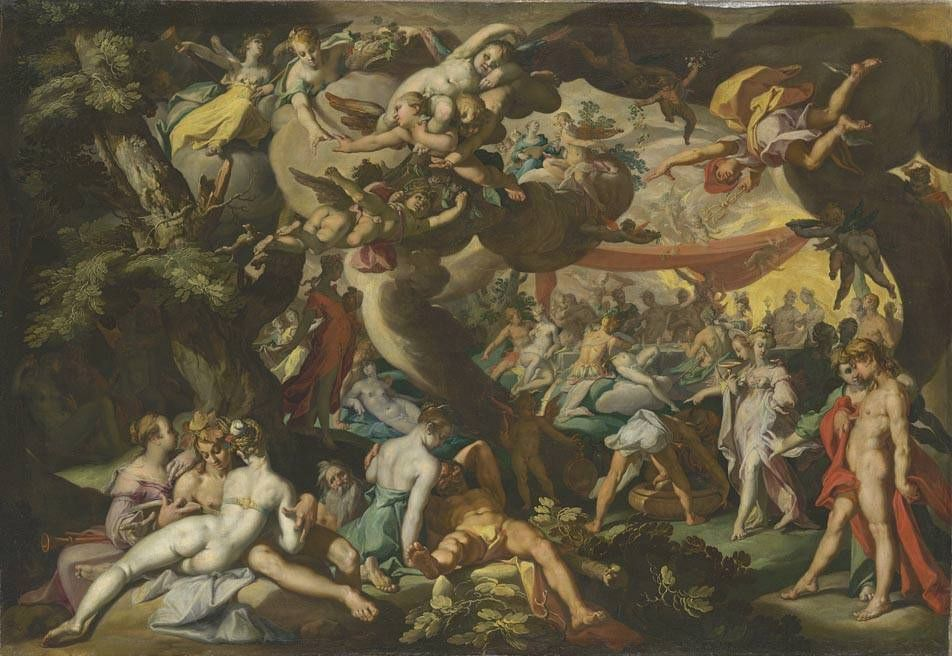
アブラハム・ブルーマールト『ペレウスとテティスの結婚』（1590年-1595年頃） ミュンヘン、アルテ・ピナコテーク所蔵
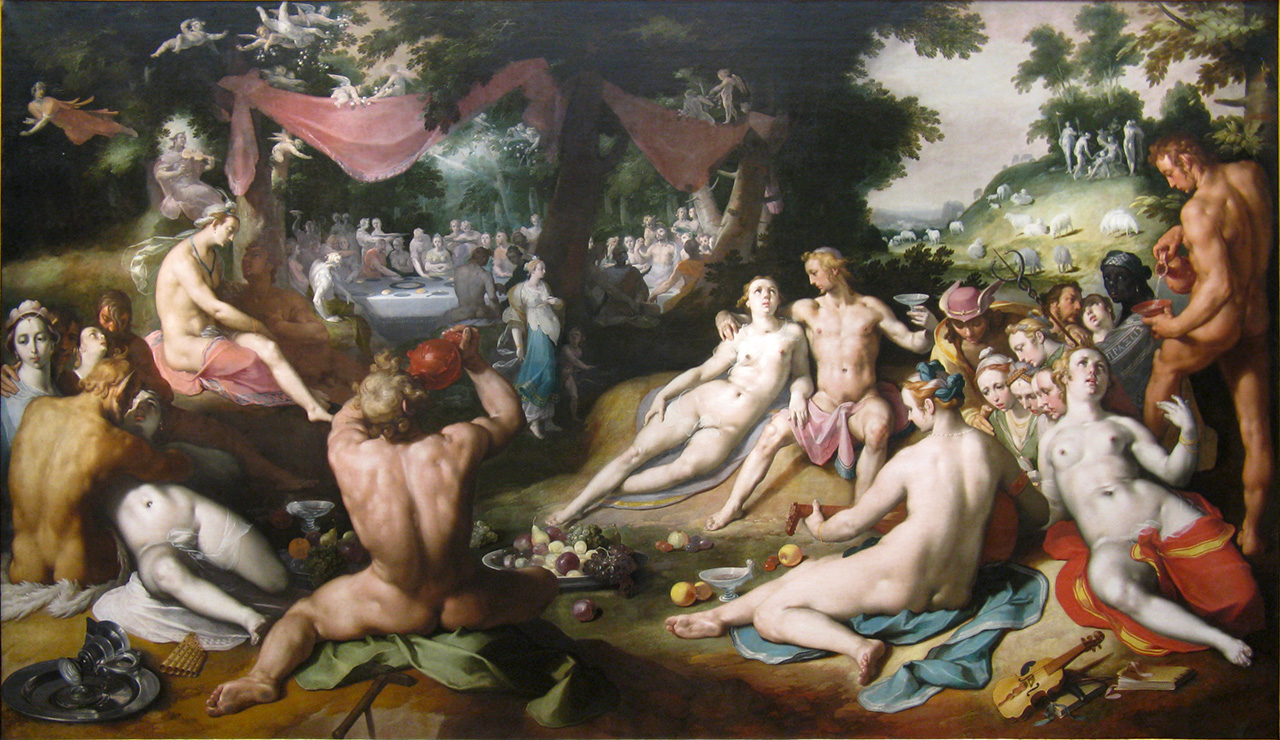
コルネリス・ファン・ハールレム『ペレウスとテティスの結婚』（1592年-1593年頃） ハールレム、フランス・ハルス美術館
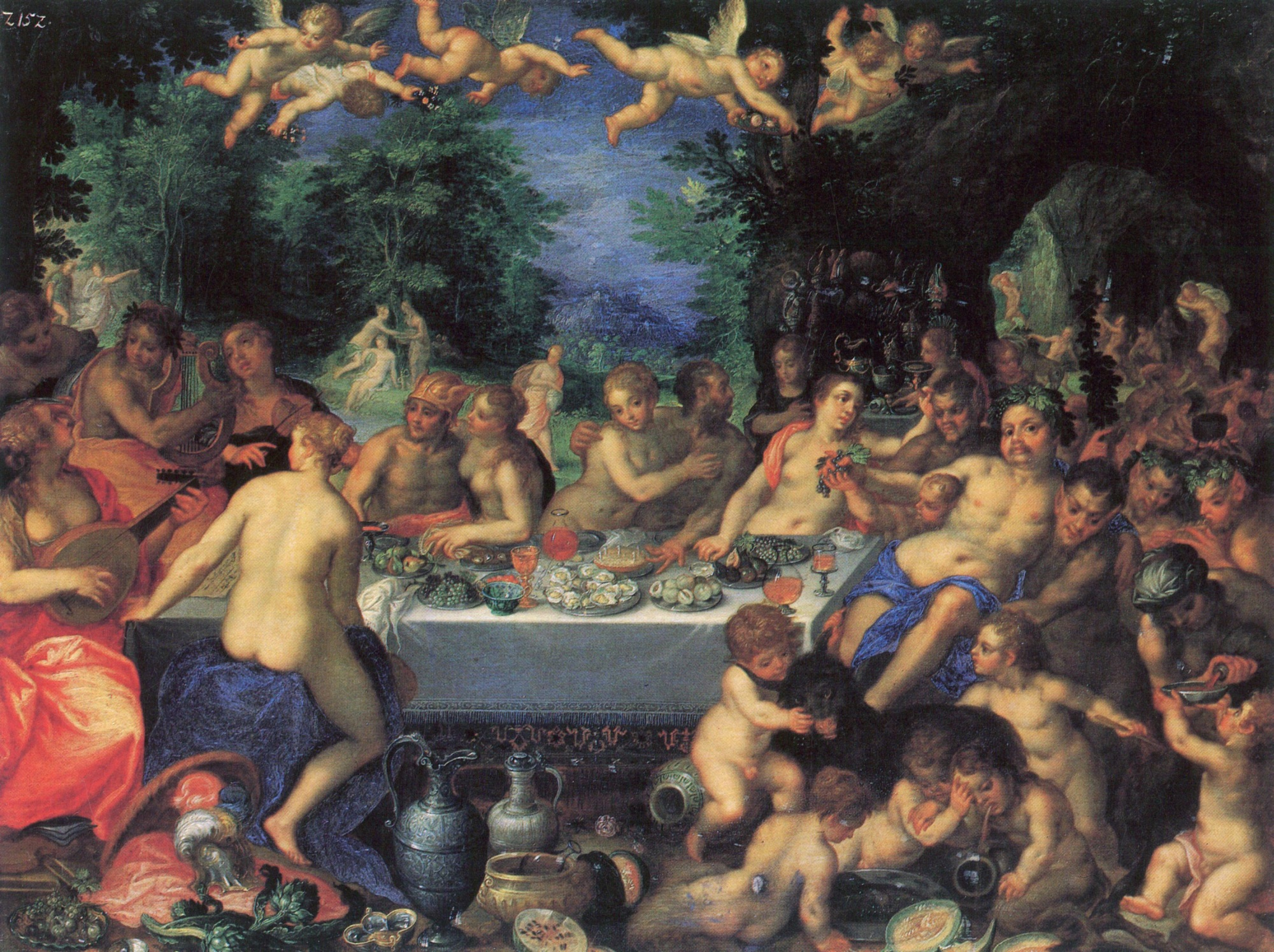
ハンス・ロッテンハンマー『神々の饗宴あるいはペレウスとテティスの結婚』（16世紀後半）サンクトペテルブルク、エルミタージュ美術館所蔵
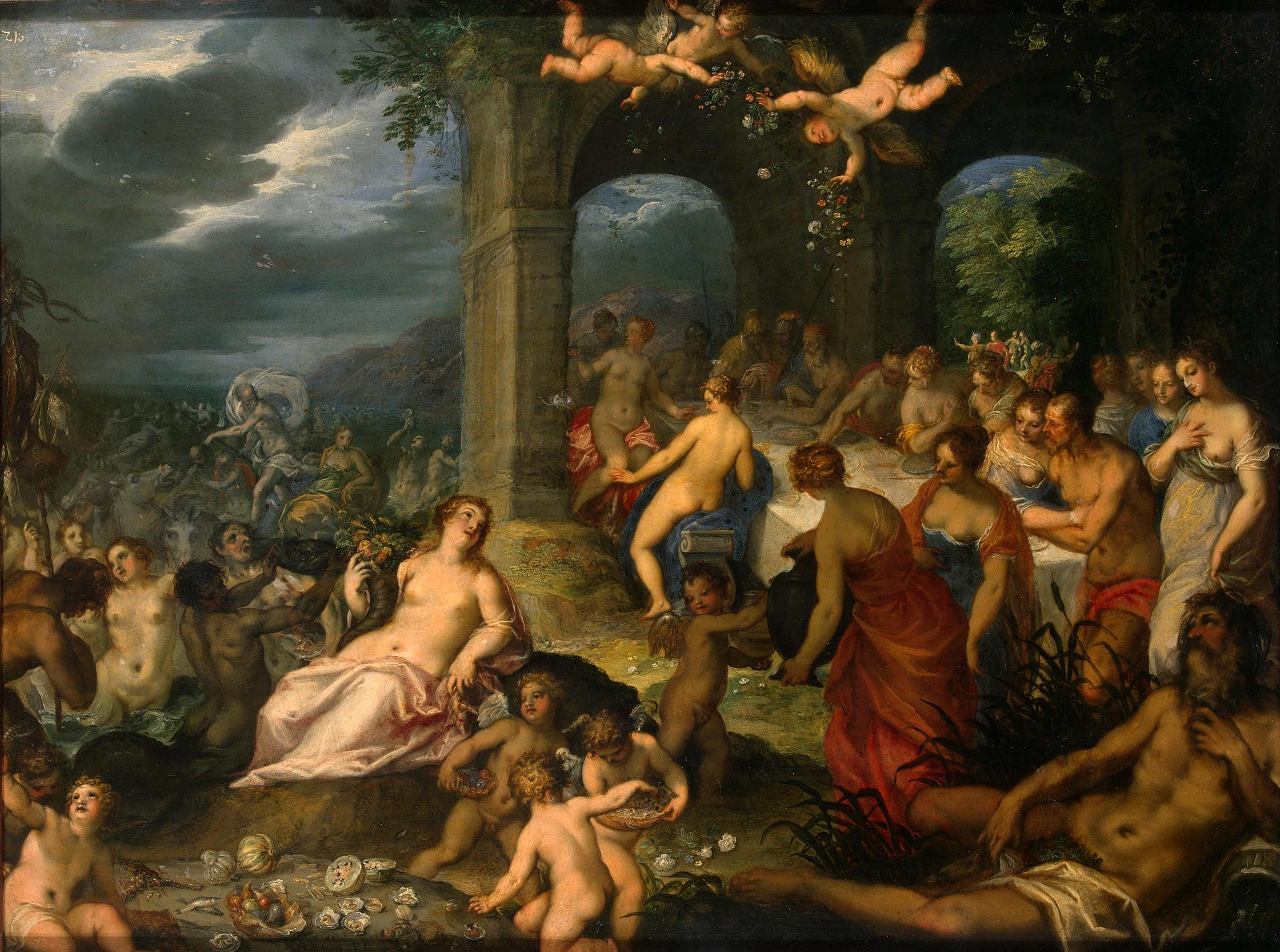
ハンス・ロッテンハマー、ヤン・ブリューゲル『神々の饗宴あるいはペレウスとテティスの結婚』（1600年）サンクトペテルブルク、エルミタージュ美術館所蔵
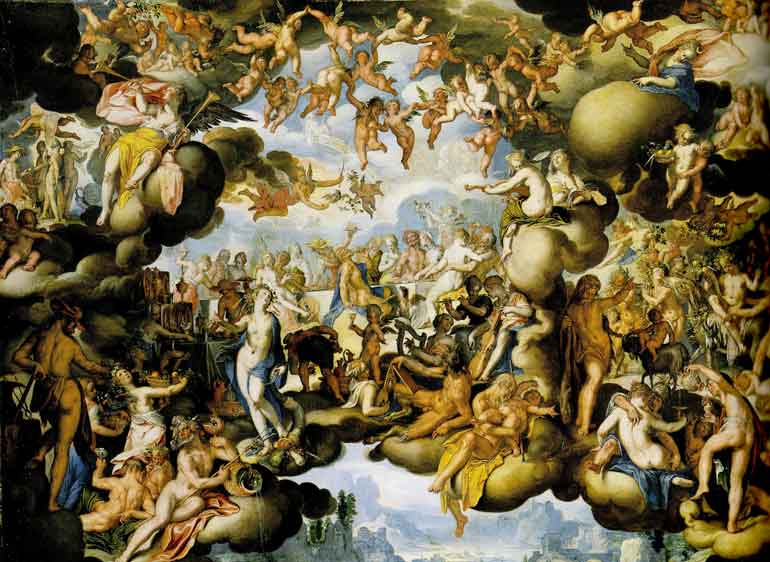
ヨアヒム・ウテワール『ペレウスとテティスの結婚』（1602年） ブラウンシュヴァイク、アントン・ウルリッヒ公爵美術館所蔵
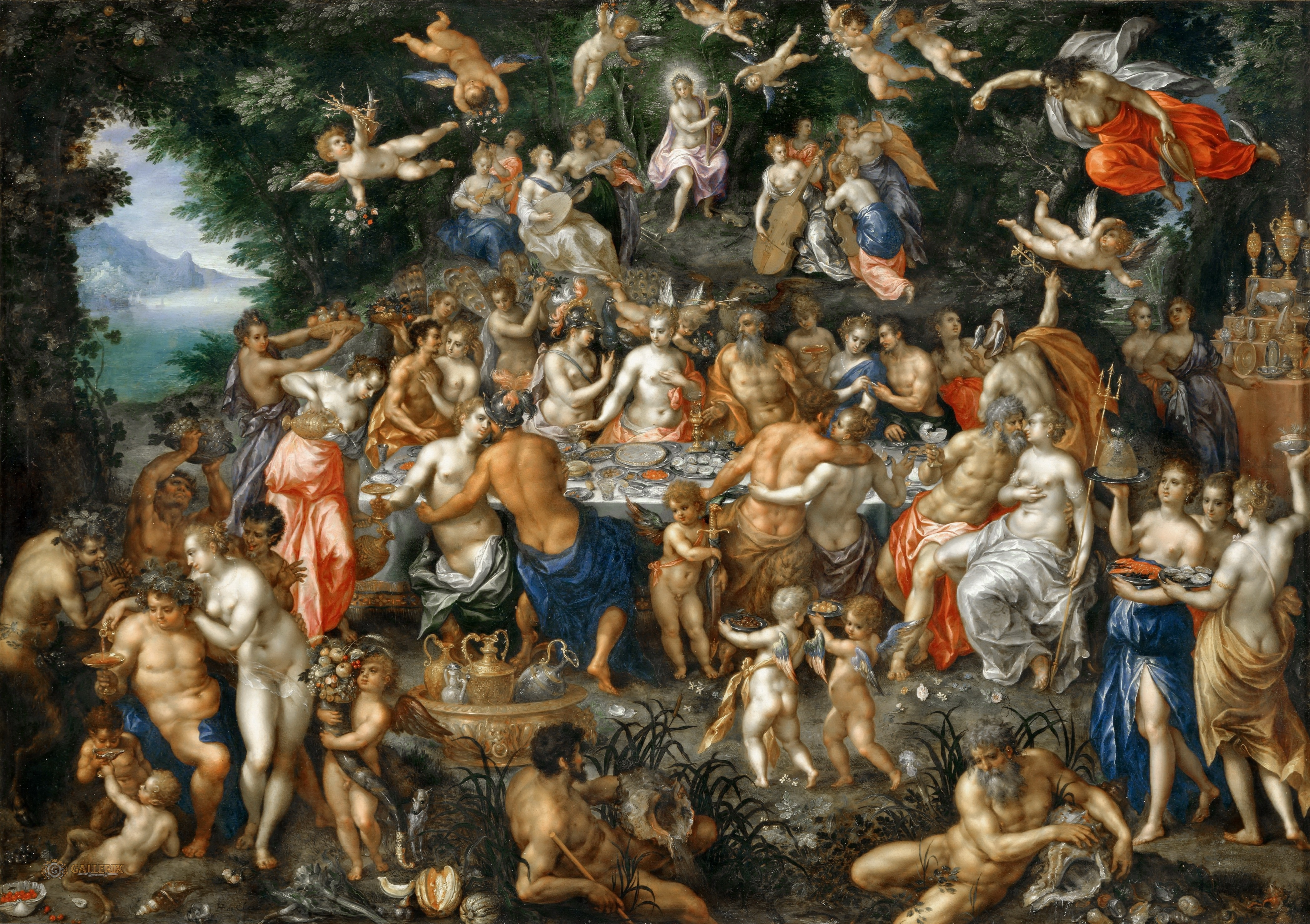
ヘンドリック・デ・クラーク（英語版）『テティスとペレウスの結婚』（1606年-1609年の間） ルーヴル美術館所蔵
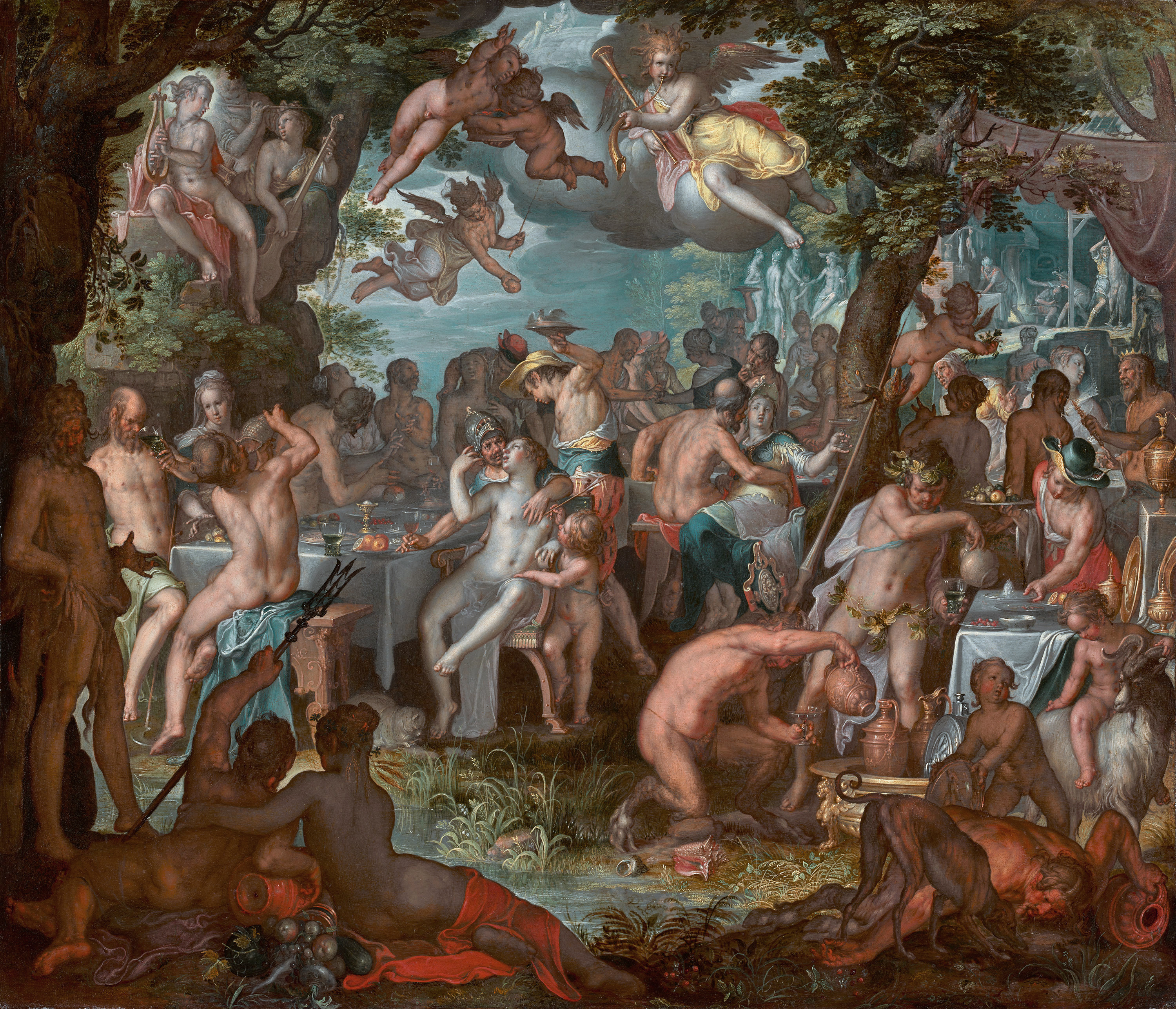
ヨアヒム・ウテワール『ペレウスとテティスの結婚』（1612年）ウィリアムズタウン（英語版）、クラーク・アート・インスティテュート美術館（英語版）所蔵
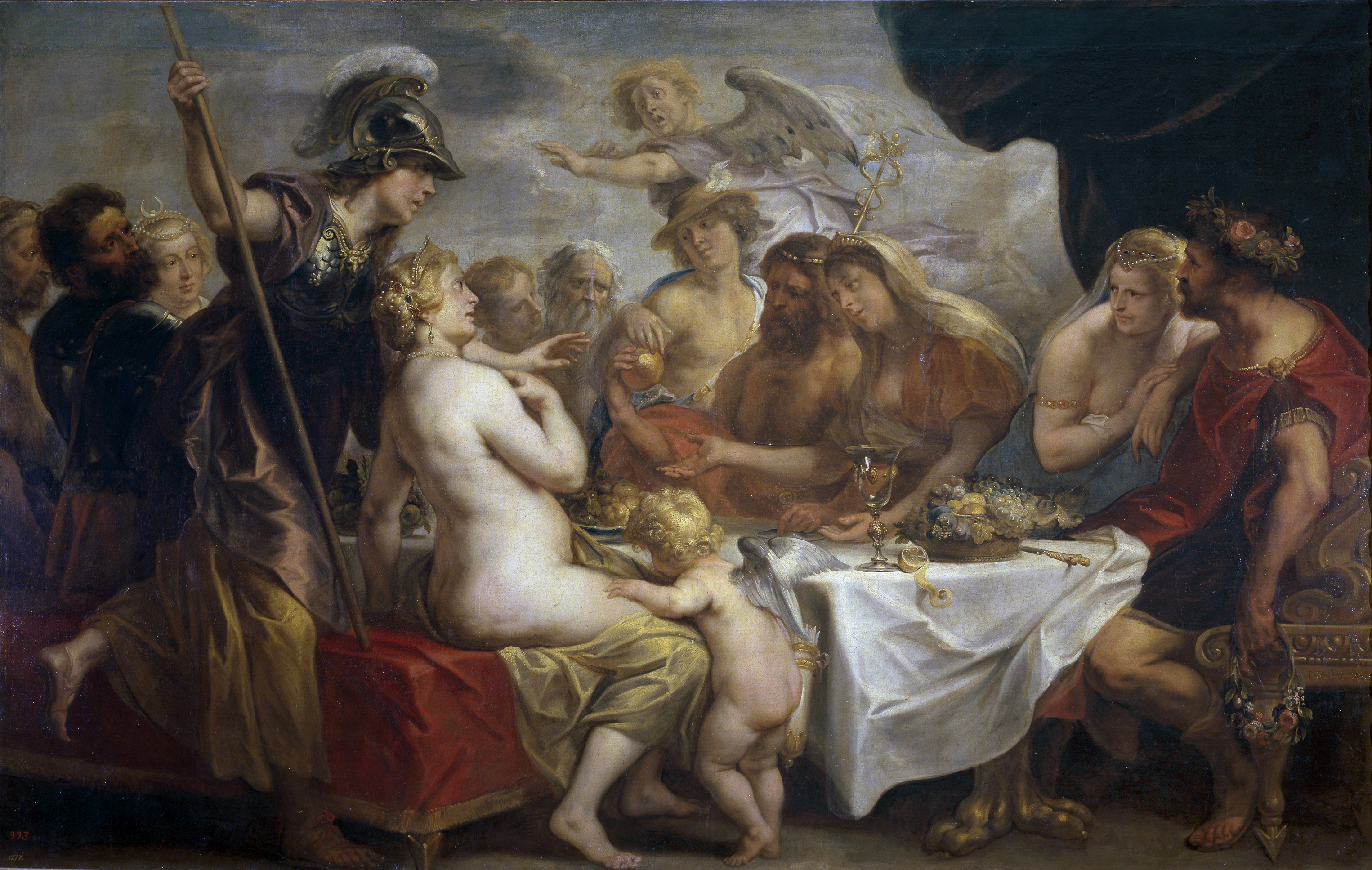
ヤーコプ・ヨルダーンス『ペレウスとテティスの結婚』（1633年）マドリード、プラド美術館所蔵
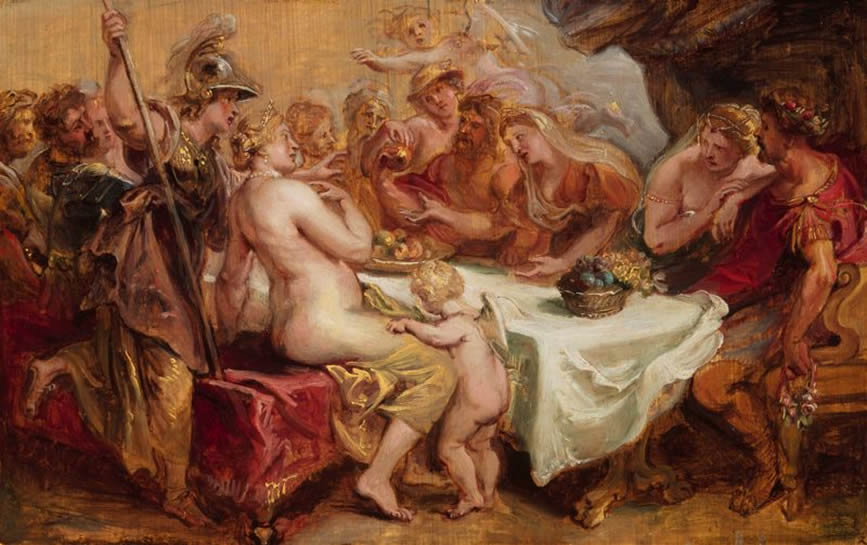
ピーテル・パウル・ルーベンス『ペレウスとテティスの結婚』（1636年） シカゴ美術館所蔵
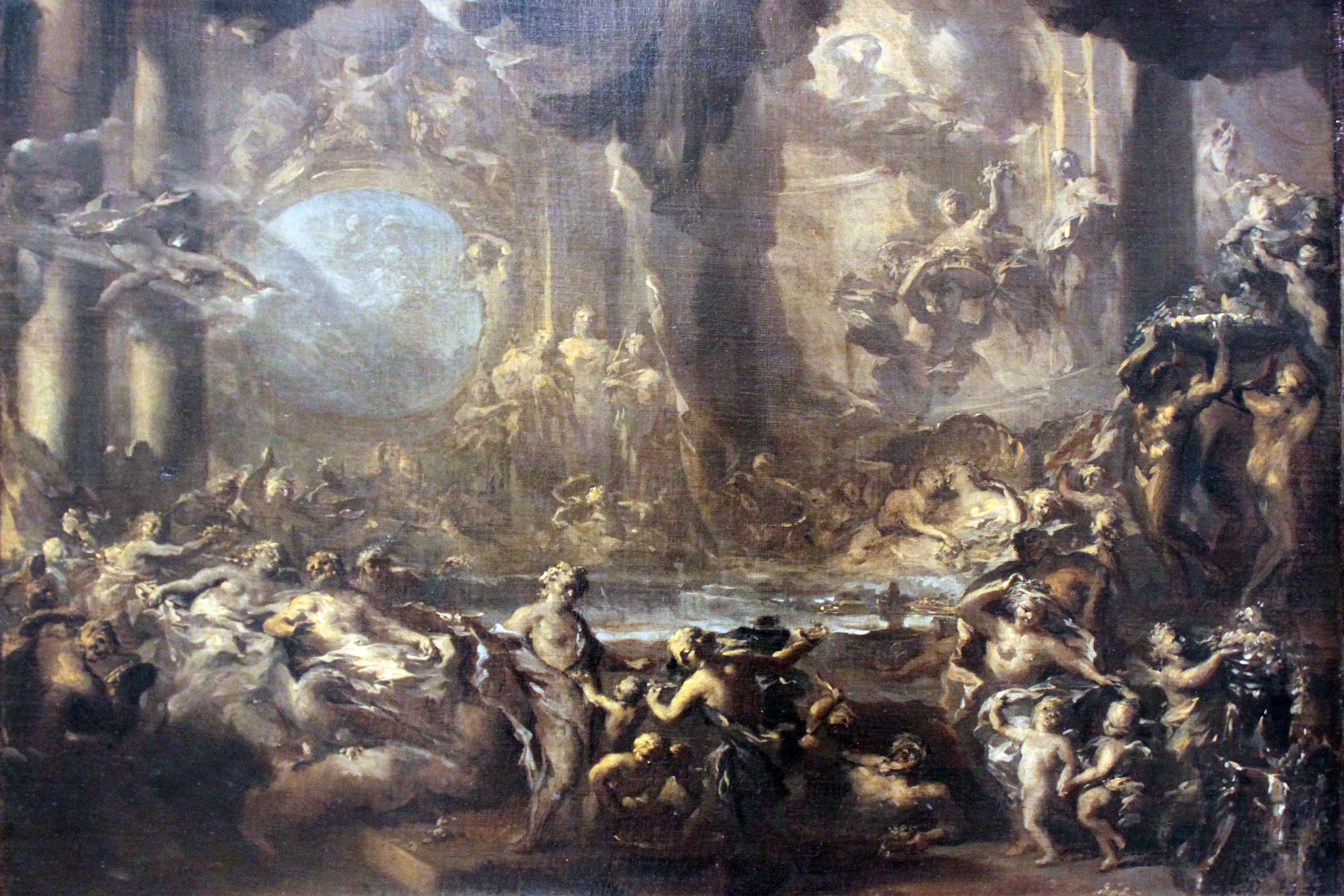
オットマール・エリガー『ペレウスとテティスの結婚』（1715年）ニュルンベルク、ゲルマン国立博物館所蔵

### テティスとアキレウス

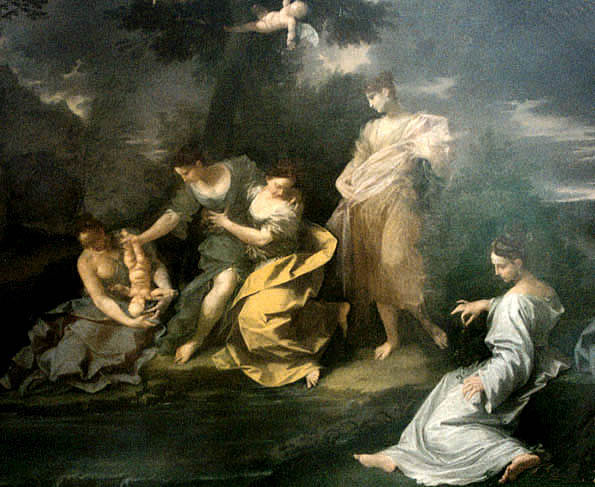
ドナート・クレティ（英語版）『ステュクスの流れにアキレウスを浸すテティス』（1710年） ボローニャ、国立絵画館（英語版）
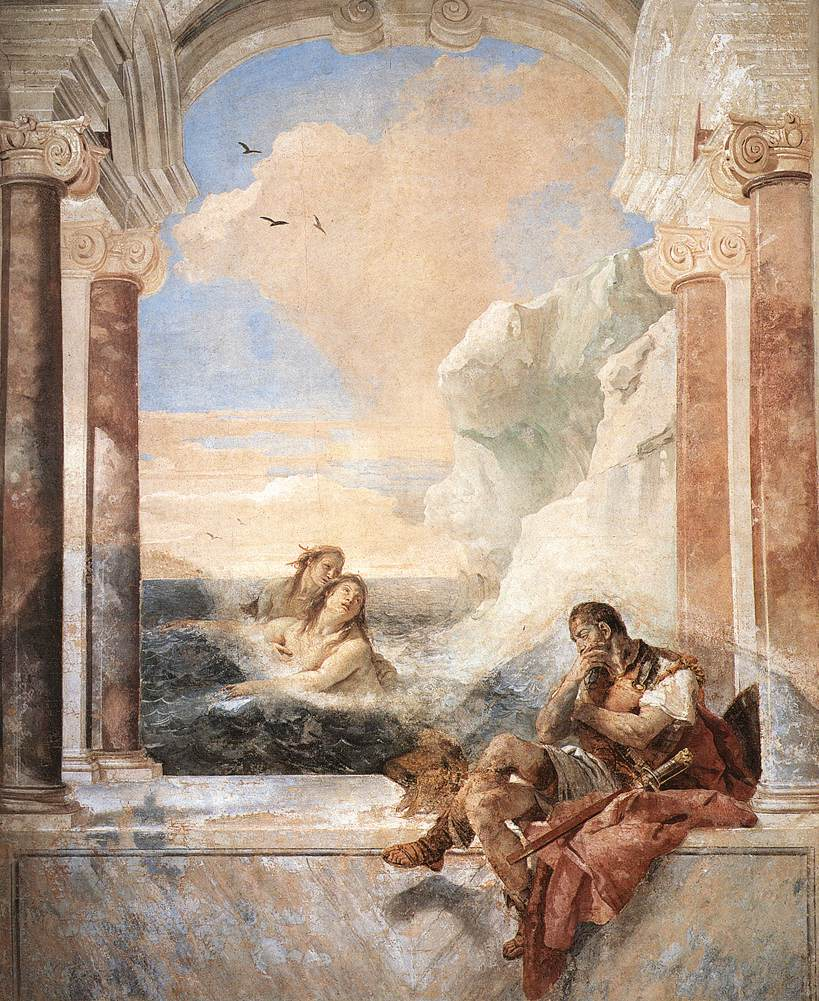
ジョヴァンニ・バッティスタ・ティエポロ『アキレウスを慰めるテティス』（1757年） ヴェネツィア、ヴァルマラーナ・アイ・ナーニ邸（イタリア語版）所蔵
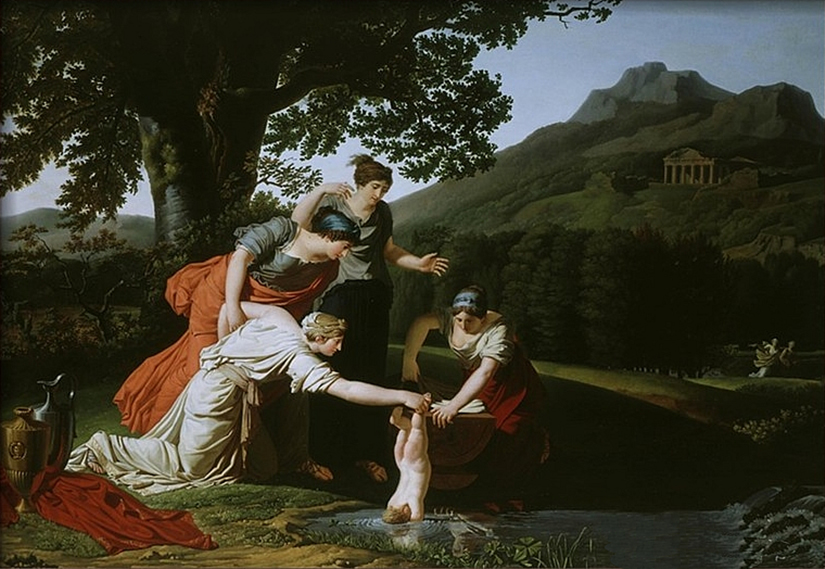
アントワーヌ・ボレル（フランス語版）『ステュクスの流れにアキレウスを浸すテティス』（18世紀） パルマ国立美術館所蔵
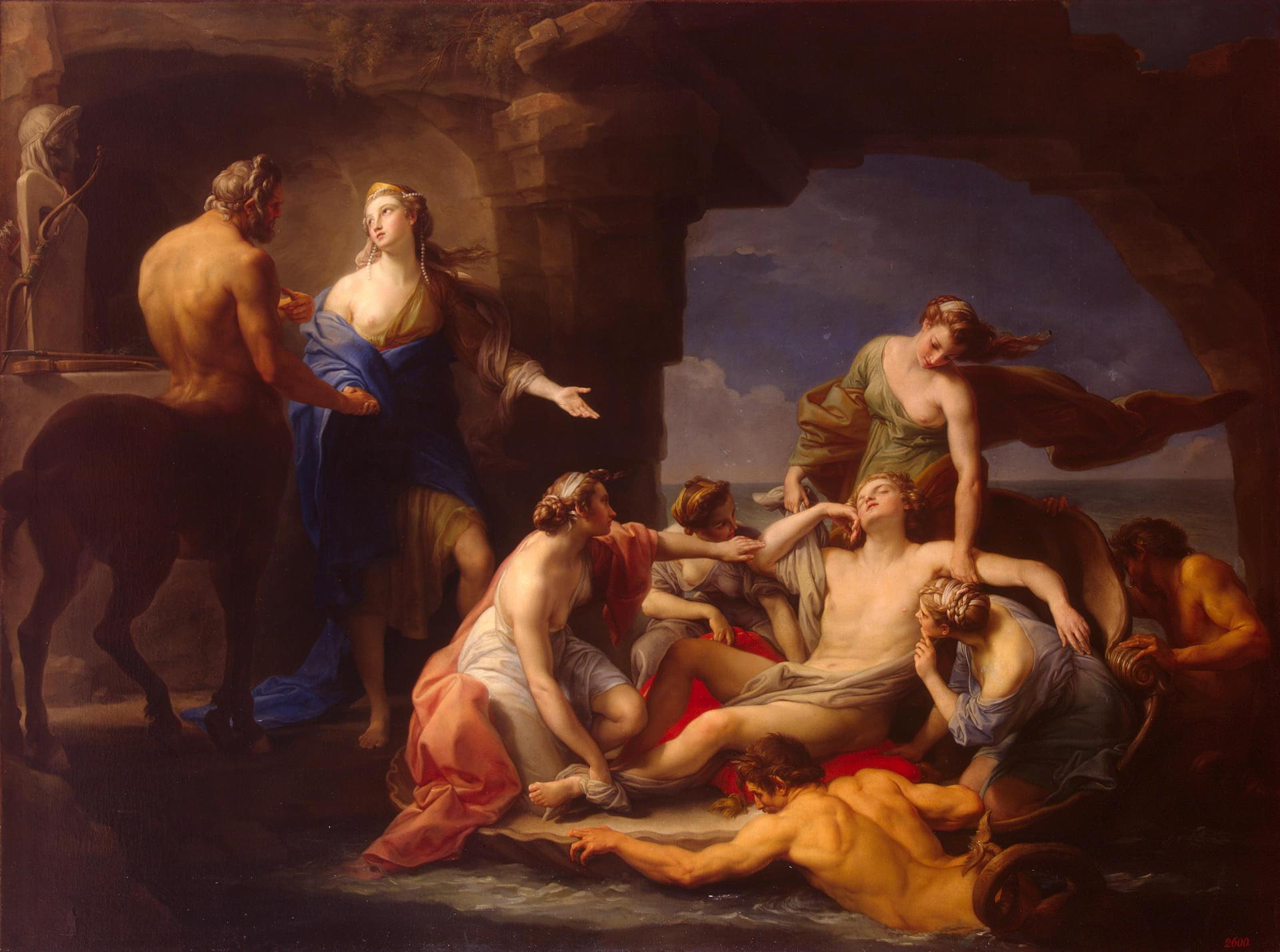
ポンペオ・バトーニ『ケイロンのもとからアキレウスを連れて行くテティス』（1770年）エルミタージュ美術館所蔵
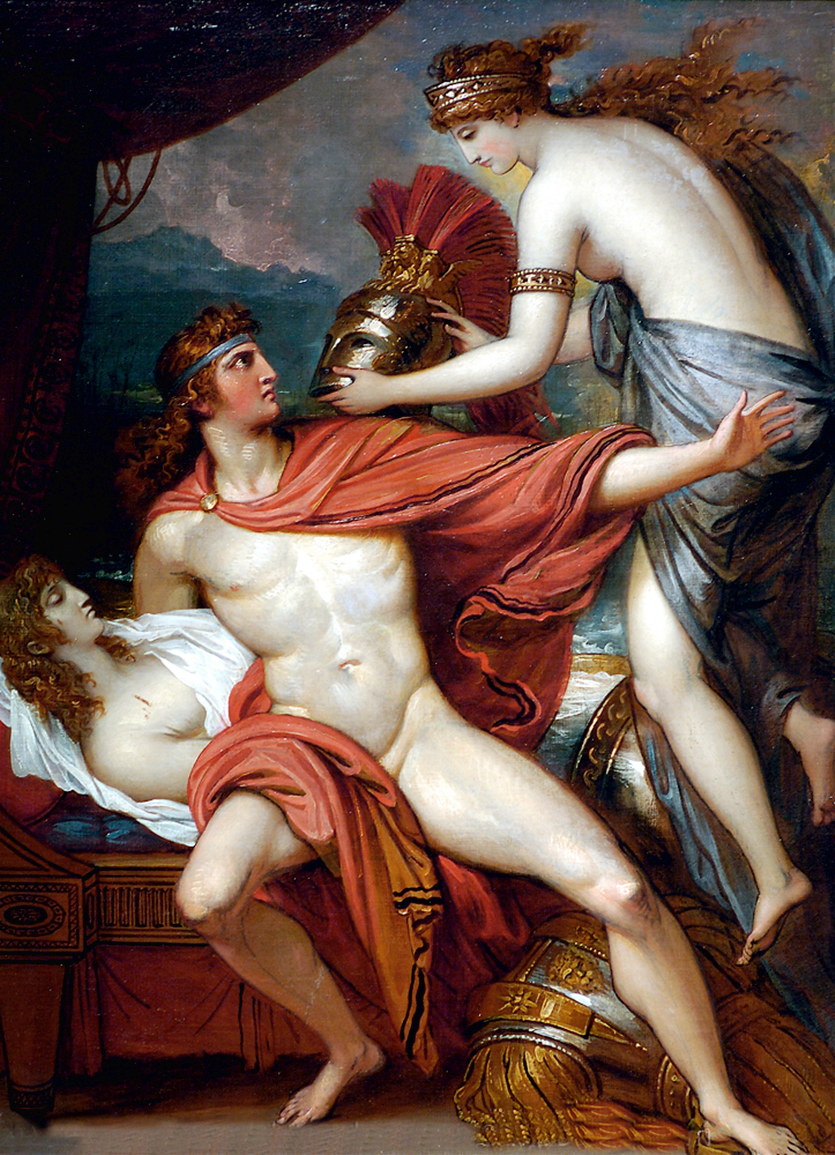
ベンジャミン・ウエスト『アキレウスに武具を与えるテティス』（1804年）ロサンゼルス・カウンティ美術館所蔵

### テティスと神々

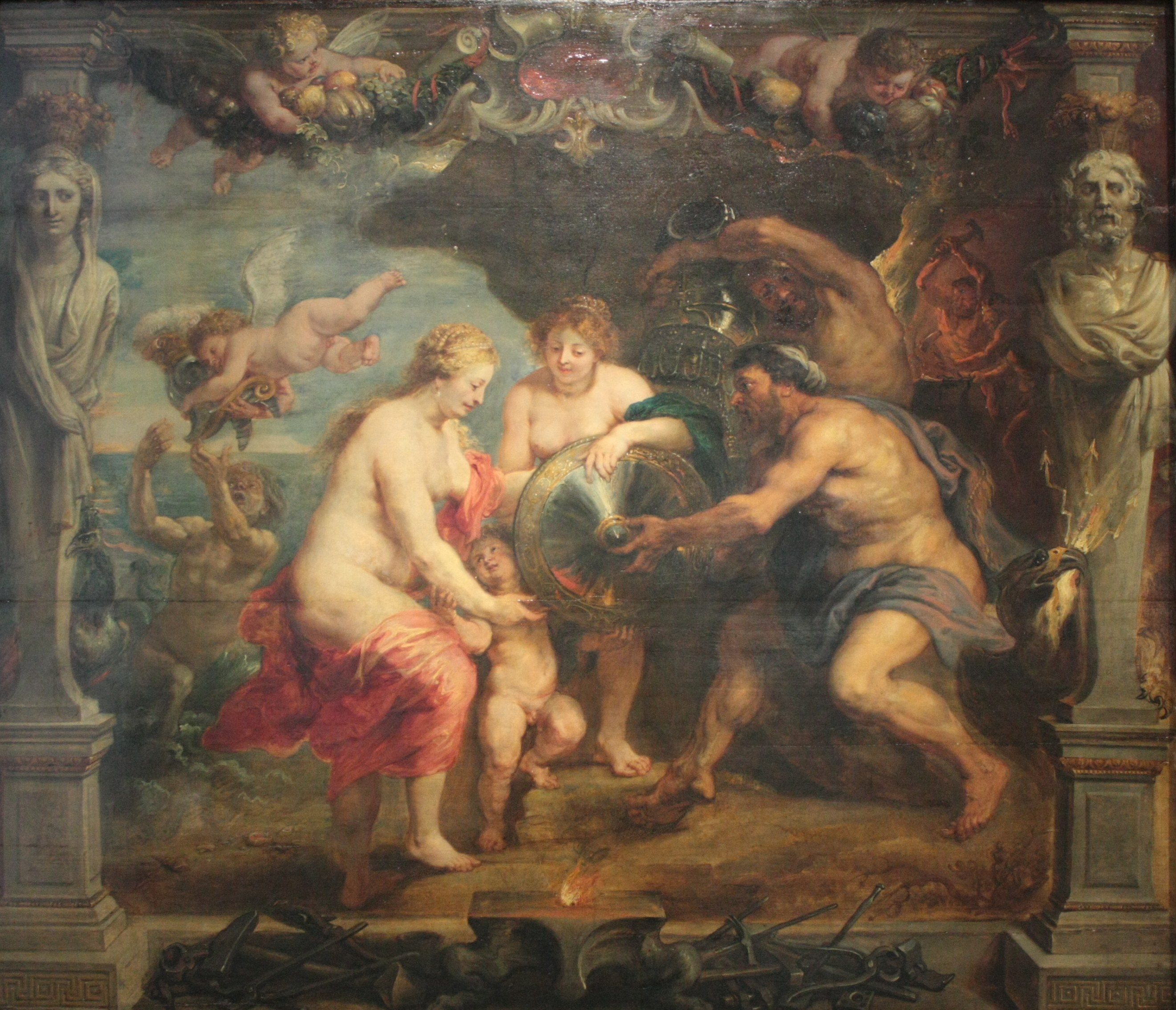
ピーテル・パウル・ルーベンス『ウルカヌスからアキレウスの武具を受け取るテティス』（1630年） ポー美術館（フランス語版）
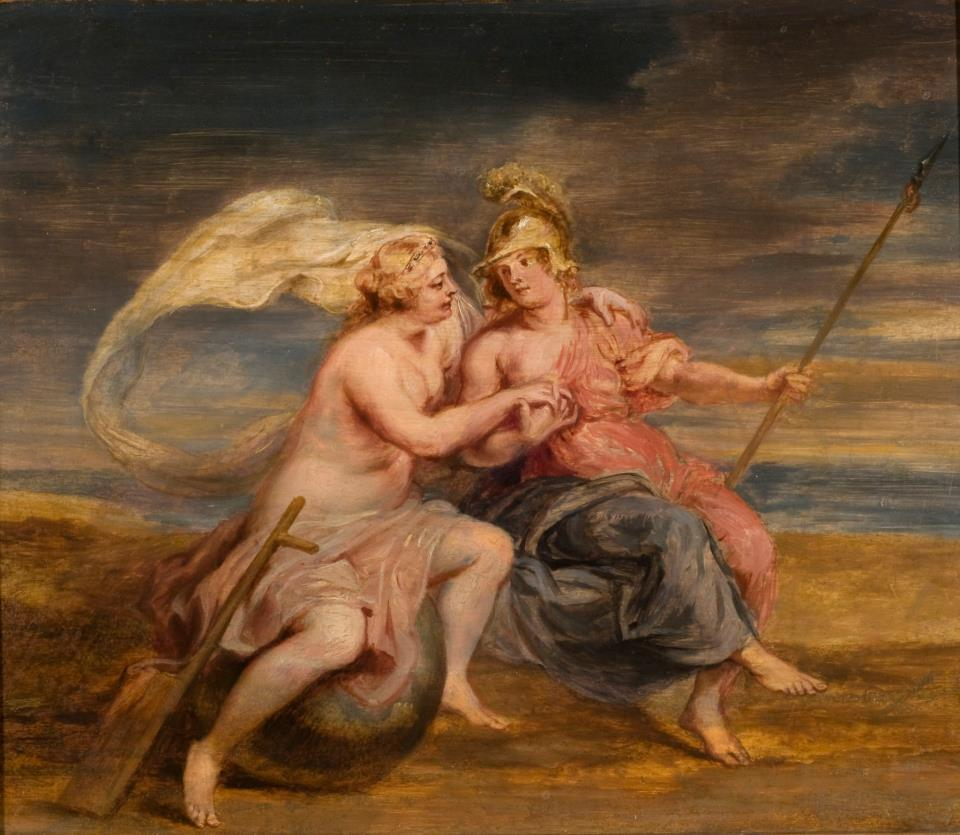
ピーテル・パウル・ルーベンスの工房『テティスとミネルヴァ』（17世紀） ブエノスアイレス、国立美術館所蔵
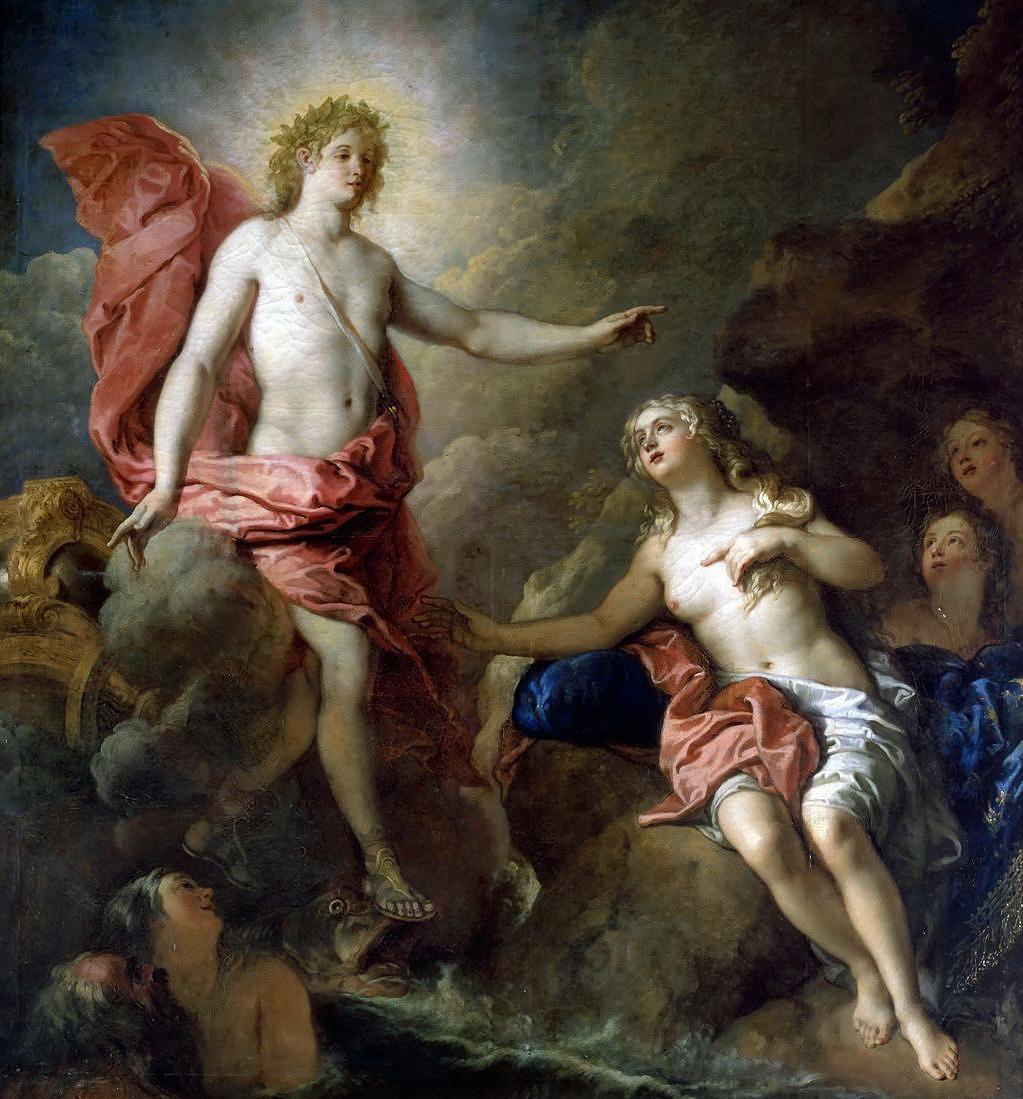
シャルル・ド・ラ・フォス『アポロンとテティス』（1688年）ヴェルサイユ、大トリアノン宮殿所蔵
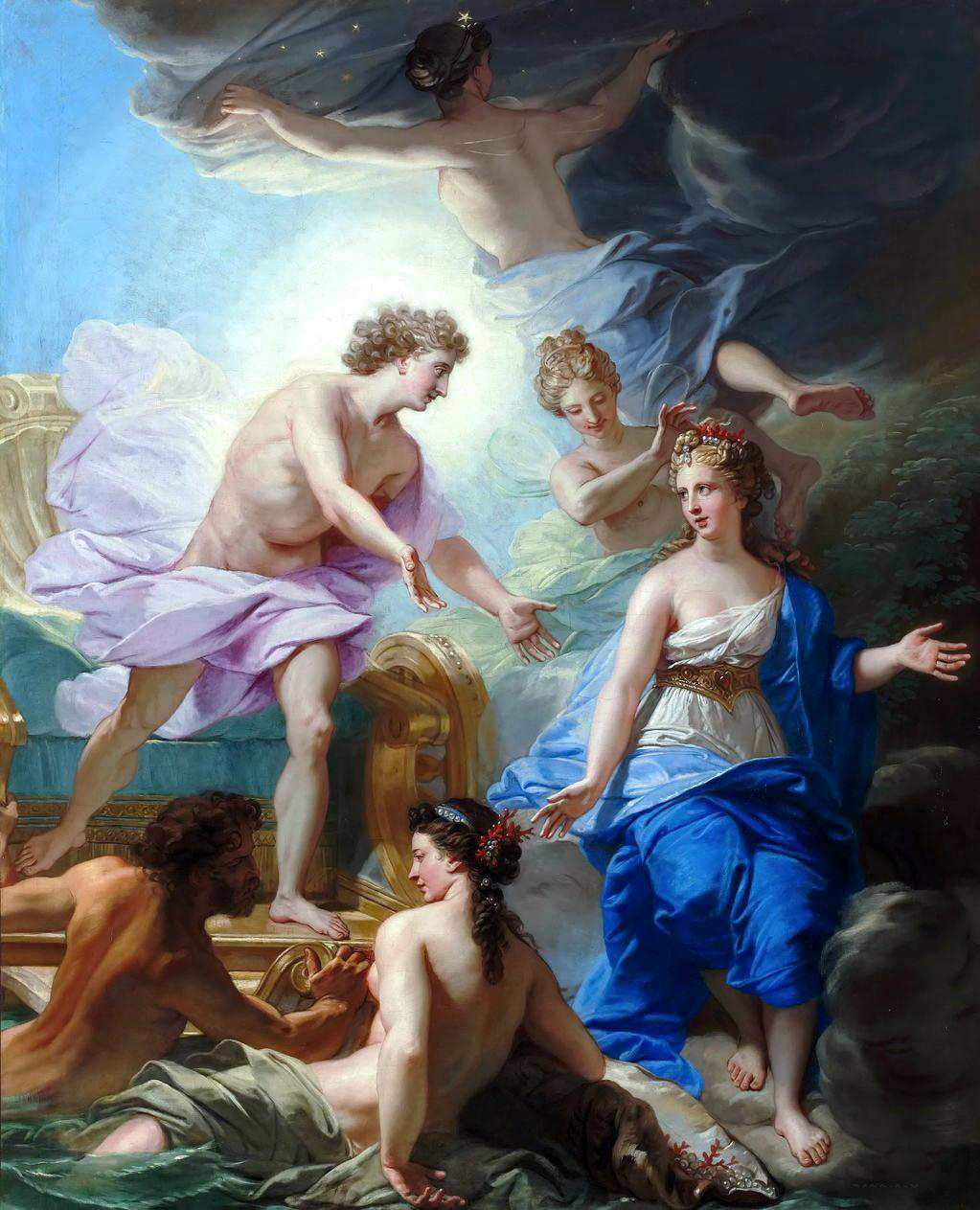
ジャン・ジュヴネ『アポロンとテティス』（1701年） ベルサイユ宮殿所蔵
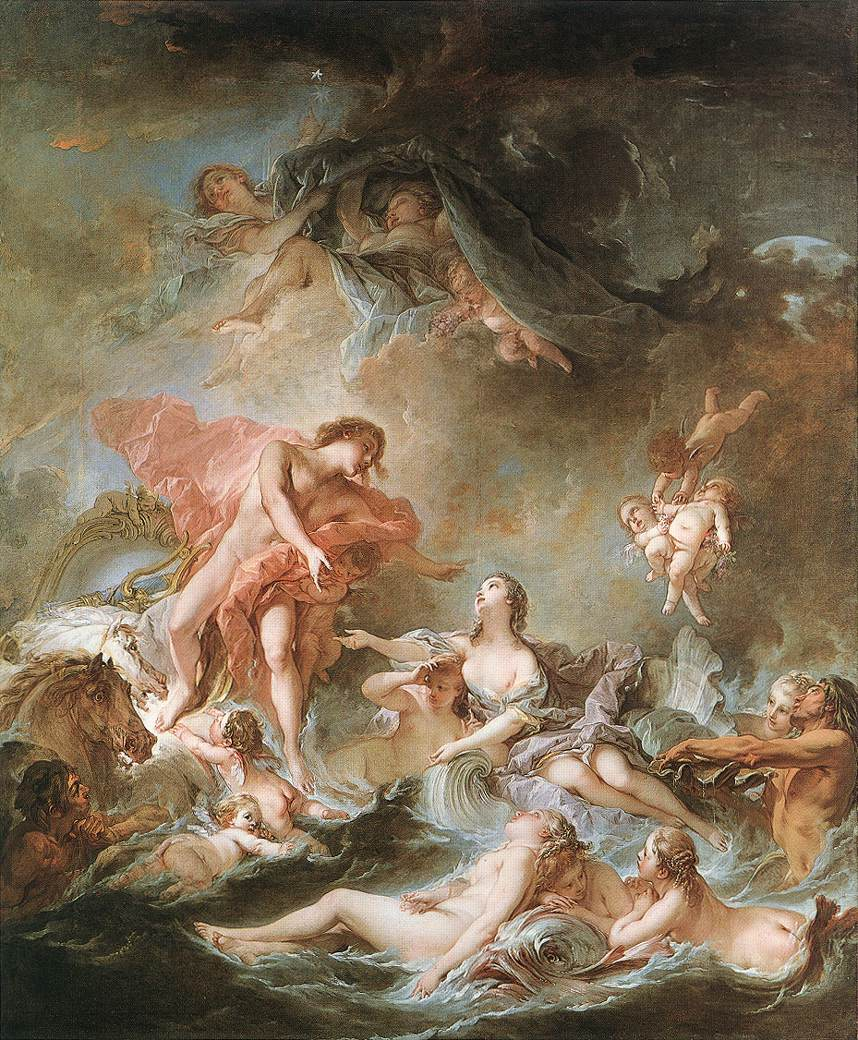
フランソワ・ブーシェ『日没』（1752年） ロンドン、ウォレス・コレクション所蔵
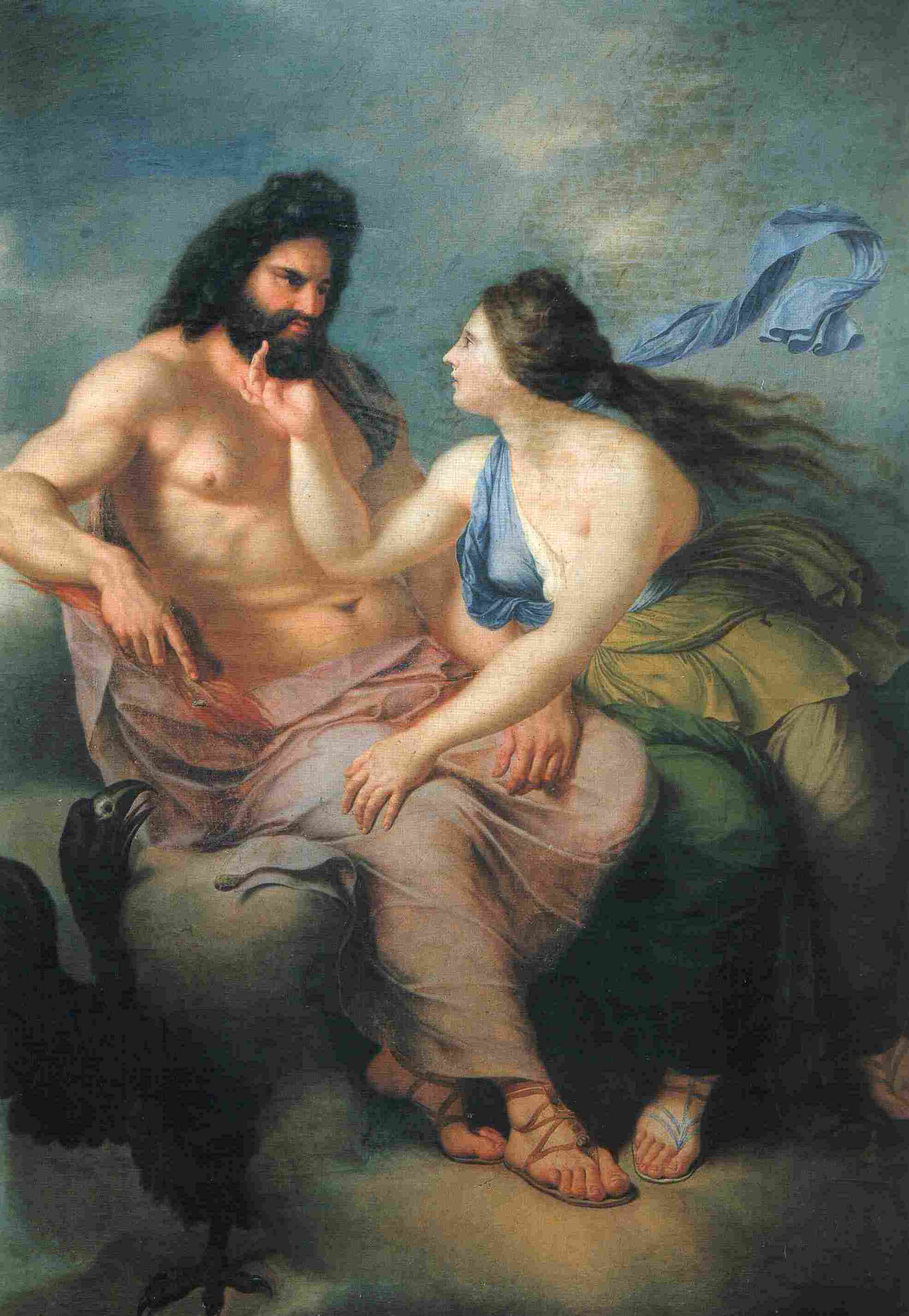
ジュリアン・ド・パルム『ユピテルとテティス』（1776） フィレンツェ、近代美術館（イタリア語版）所蔵